# Fenici
I Fenici (in fenicio 𐤊𐤍𐤏𐤍𐤌, KN‘NM (Kan‘anīm) o Pōnnīm; in greco antico: Φοίνικες?, Phòinikes) furono un'antica popolazione semitica cananea, della quale si hanno tracce fin dal XII secolo a.C., insediata nella regione costiera del Mediterraneo orientale, in corrispondenza dell'odierno Libano e delle immediate regioni costiere della Siria meridionale e del Nord della Palestina, arrivando a toccare, nel periodo di massima estensione, l'attuale città di Acri e in epoca persiana anche quella di Gaza. La civiltà fenicia è la prosecuzione nell'età del ferro della civiltà cananea, che è attestata negli stessi luoghi nell'età del bronzo (3500-1200 a.C.), essendo infatti i Fenici indistinguibili per lingua (se non per variazioni dialettali) e cultura dal resto dei popoli cananei siro-palestinesi.
Furono soprattutto un popolo di navigatori e commercianti che utilizzava il mar Mediterraneo per esportare legname,porpora ottenuta da dei molluschi chiamati murici e sale che veniva utilizzato per conservare tessuti come il lino o alimenti da scambiare con altri popoli. Conoscevano e sapevano tracciare le rotte, ed erano in grado di navigare di notte, prendendo come punto di riferimento le costellazioni circumpolari (in particolare l'Orsa Maggiore). Praticavano il cabotaggio, per poter attraccare in caso di difficoltà, fare rifornimento di acqua dolce e viveri e commerciare con le popolazioni locali. Seppero produrre con il legno ricavato dal cedro navi molto robuste, adatte per il commercio, che potevano contenere grandi quantità di merci e oggetti.
Erodoto, nel IV libro delle sue Storie, riporta che i Fenici furono i primi a circumnavigare un intero continente (l'Africa), cioè a navigarlo per tutto il suo perimetro, partendo dal Mar Rosso e rientrando nel Mediterraneo dalle Colonne d'Ercole.
Si attribuisce ai Fenici l'ideazione del primo alfabeto fonetico, che comprendeva 22 segni usati e modificati successivamente dai Greci che aggiunsero dei nuovi suoni non presenti nella lingua dei Fenici, in particolare le vocali.

## Etimologia
Il termine "fenici" viene fatto risalire alla parola greca Φοίνικες (Phoinikes) (attestata già in Omero come nome di questo popolo), che probabilmente era un termine per designarli e non la parola con cui essi designavano sé stessi; d'altra parte non risulta che i Fenici si siano mai dati una denominazione "complessiva", oltre alle denominazioni delle singole città. L'origine di Phoinikes sarebbe da collegarsi al termine φοῖνιξ, ossia "rosso porpora". Phoinikes indicava il popolo e Phoinike la regione. Le fonti antiche rimarcano più volte come la lavorazione dei gusci dei murici, dai quali si otteneva il pigmento rosso-porpora, fosse una fiorente industria dei Fenici. L'archeologia non restituisce dati che confermino quello che si può leggere nelle fonti, perché gli stessi residui di lavorazione venivano successivamente impiegati per la produzione di calce. È peraltro possibile che il nome comune ("porpora") derivi dal nome proprio. Analogo discorso per la parola "cananei", che veniva usata a Ebla (III millennio a.C.) e nell'Antico Testamento, forse connessa con l'accadico 'kinakhkhu', sempre per indicare la stessa tonalità di colore; l'uso del termine "sidonii" è invece attestato solamente da parte dei Greci e nell'Antico Testamento.
Se l'attribuzione di un nome unitario a questo popolo si deve soprattutto ai Greci nel IX a.C., dall'altro la maggior parte della documentazione orientale privilegia le singole città come protagoniste della storia fenicia. In generale, quindi, sono scarsi e poco frequenti i nomi che designano i Fenici come unità, a causa del loro frazionamento: il dibattito sull'esistenza di una loro nazione ha portato a supporre una sorta di confederazione marinara. Di ciò non si possiedono molte tracce, ma viene supposto dal patrimonio culturale comune esistente. I confini cronologici della loro presenza storica sono molto ampi: si attesta una presenza umana sulla costa libanese sin dall'epoca preistorica. L'inizio risale agli anni 1200 a.C., punto di cesura e di partenza per la storia fenicia, anche se si trovano strutture insediative simili (città-Stato) sia prima, sia dopo. Il termine finale per la civiltà fenicia è il 333 a.C., data della conquista dell'Oriente per opera di Alessandro Magno.
Sant'Agostino riferisce che i contadini punici e libici si riferivano a sé stessi come Chanani, ancora a rimarcare la propria origine fenicia.

## Storia
Poiché poco è sopravvissuto dei documenti o della letteratura fenicia, la maggior parte di ciò che si sa sulle loro origini e sulla loro storia proviene dai resoconti di altre civiltà e dai ritrovamenti materiali ubicati in tutto il Mediterraneo. Il consenso degli studiosi è che il periodo di maggior rilievo dei Fenici va dal 1200 a.C. alla fine del periodo persiano (332 a.C.).
La prima età del bronzo fenicia è in gran parte sconosciuta.
I due siti più importanti sono Biblo e Sidon-Dakerman (vicino a Sidone), anche se, ancora nel 2021, rimangono ben più di un centinaio di siti da scavare, mentre altri sono stati ancora completamente analizzati. La media età del bronzo fu un periodo generalmente pacifico, che registrò l'aumento della popolazione, del commercio e della prosperità, sebbene vi fosse competizione per le risorse naturali. Nella tarda età del bronzo, la rivalità tra Egiziani, Mittani, Ittiti e Assiri ebbe un impatto significativo sulle città fenicie.

### Origine

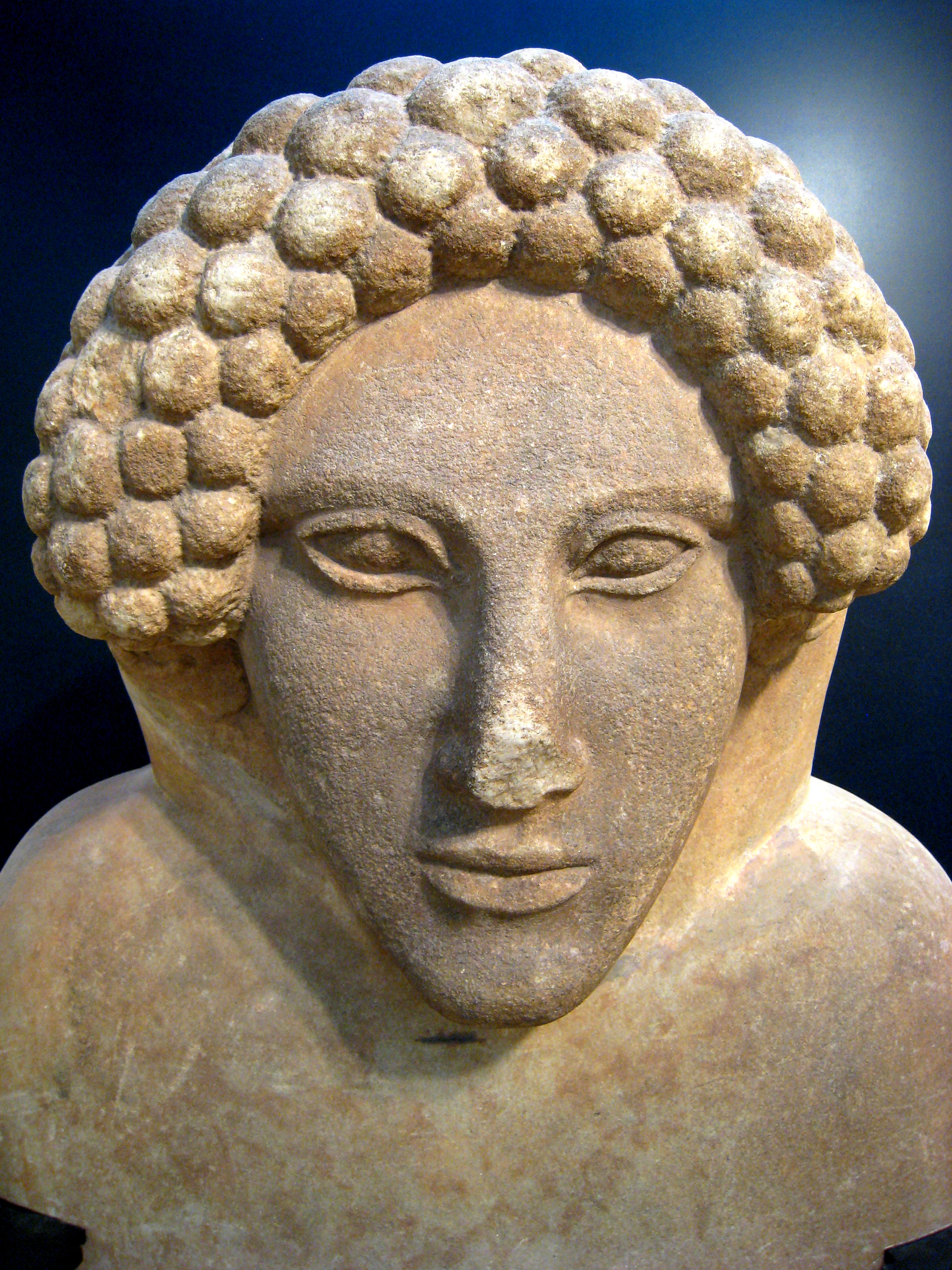
Sarcofago proveniente da Antarados, nel Nord della Fenicia

Nonostante gli storici generalmente ritengano che i Fenici fossero un popolo nativo di Canaan, molte fonti storiche affermano invece che vi si fossero stanziati in seguito: per Strabone, che si rifà nella Geografia alle informazioni riportate dall'esploratore Androstene, i Fenici sarebbero originari del Golfo persico. Secondo Giustino i Fenici dovettero abbandonare le loro terre a causa di un terremoto per poi rifugiarsi «ad Syriam stagnum» (ossia «nel mare della Siria» in latino; forse il Mar Morto). Erodoto, nelle Storie, invece afferma che vennero intorno al 2750 a.C. dal Mare Eritreo, corrispondente all'odierno Mar Rosso.
Alcuni archeologi che operano nel Golfo Persico, sulla base di quanto tramandato da Strabone, suggeriscono che i Fenici migrarono da queste zone in seguito al crollo della civiltà di Dilmun avvenuta intorno al 1750 a.C., anche se per in generale non si è concordi che si siano trovate prove certe che possano confermare quanto riportato dagli storici antichi.

### Periodo antico

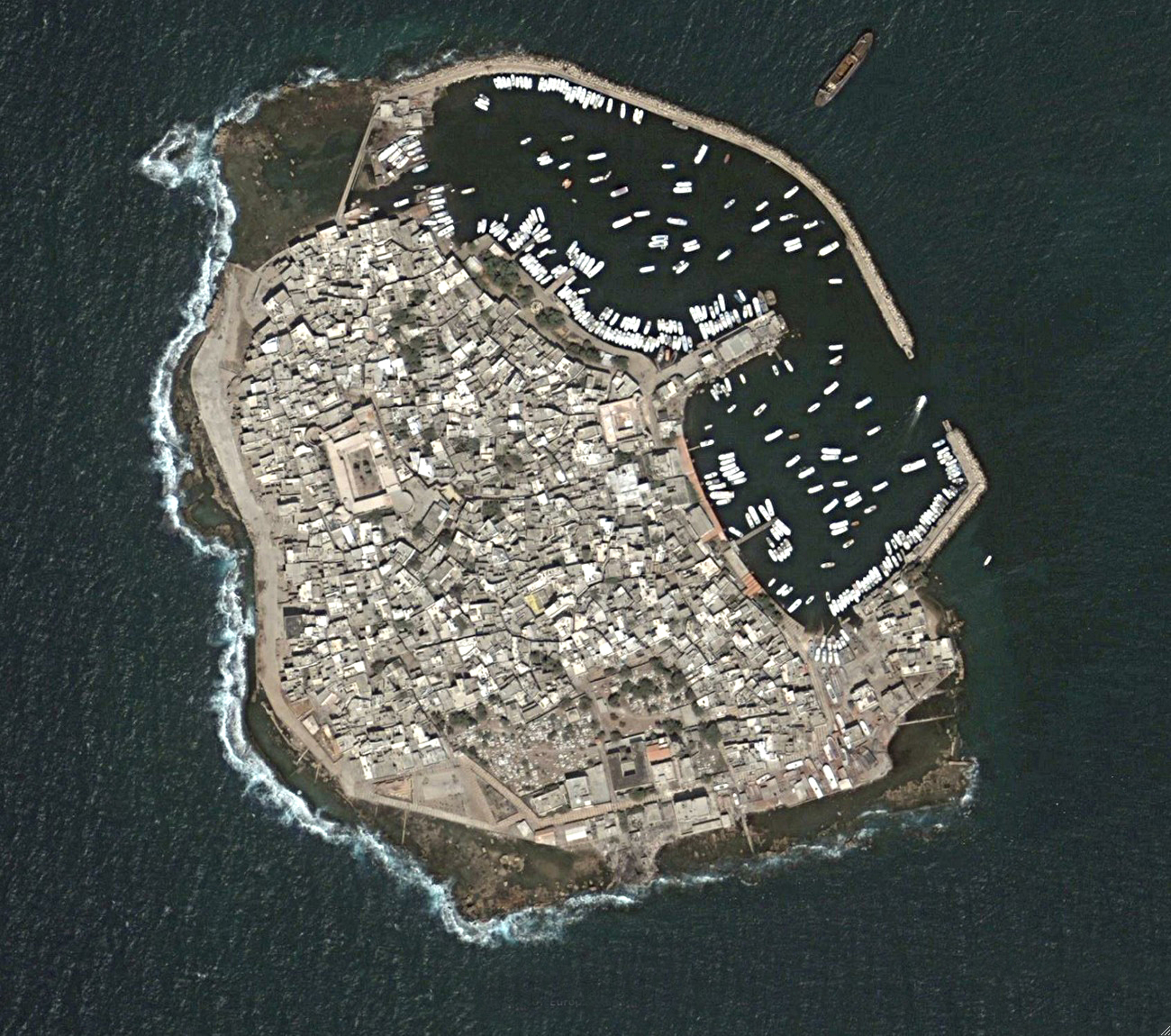
La piccola isola di Arado

Le prime testimonianze di città fenicie risalgono al III millennio a.C. con la nascita di Biblo e Tiro (2750 a.C. secondo gli Annali di Tiro trasmessi da Filone di Biblo). Le prime attestazioni dei Fenici risalgono al regno del faraone Den che dice "la prima volta a battere gli orientali" e in seguito nella II dinastia avranno i primi rapporti economici. Nel II millennio la Fenicia settentrionale venne attaccata dall'esercito egizio guidato dal faraone Thutmose III, durante la 6ª e 7ª campagna del faraone, volte alla conquista della città di Qadeš, e quindi inclusa nell'Impero egizio, e Biblo sarà trattata con il titolo di principe. Nella metà del II millennio giungono gli Ittiti e nel 1200 a.C. arrivano i Popoli del Mare che saccheggiano Biblo.

### Età dell'autonomia fenicia

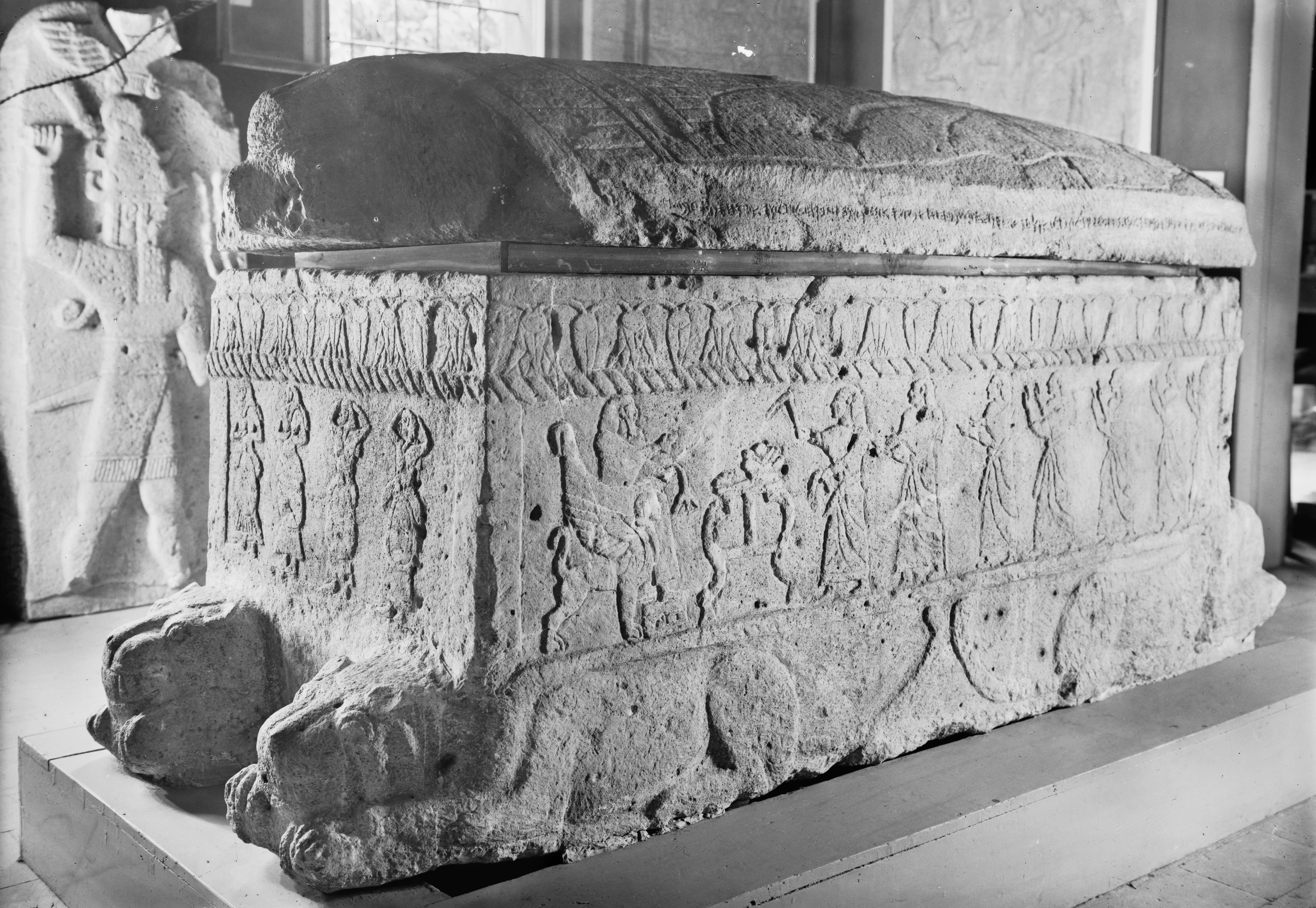
Il sarcofago di Ahiram di Biblo, risalente al XII secolo a.C., a Biblo (Jbeil)

Con l'avvento dei Popoli del Mare le città fenicie aumentano di potere nei confronti degli Imperi egizio e ittita. Iniziano a espandere il proprio dominio in Cipro e colonizzano alcuni empori, come Lixus in Marocco, Utica in Tunisia e Cadice in Spagna. Vengono in seguito fondate Kition, Finike e Miriandro in Turchia. La prima attestazione di scrittura fenicia è nel sarcofago del re Ahiram di Biblo risalente al XI secolo a.C., alfabeto appreso da Ugarit con il mezzo degli Egiziani e fatto fare dal figlio Itthobaal.

### Età assira

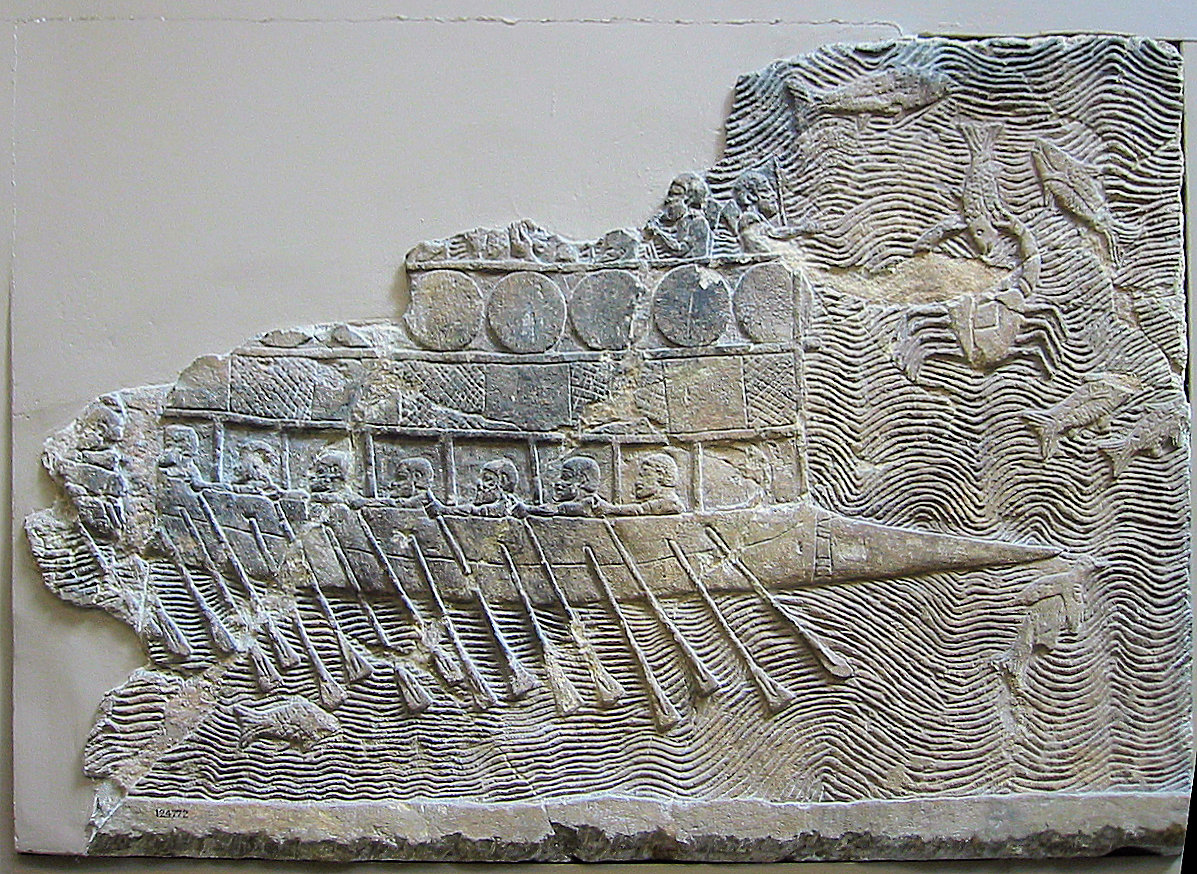
Nave da guerra assira di produzione fenicia, VII secolo a.C., da Ninive, Palazzo Sud-Ovest, stanza VII, pannello 11 (Londra, British Museum)

Nel IX secolo a.C. si avvicinarono gli Assiri, attratti dalle ricchezze dei porti: Assurnasirpal II comincia a interessarsi alla zona, ma è con Salmanassar III che avviene la battaglia di Qarqar (853 a.C.) in Siria, dall'esito storicamente dubbio; dieci anni dopo, quando il re assiro tornò ad attaccare la città di Qarqar, i Fenici decisero di assoggetarsi al re, versandogli ingenti tributi.
Nell'VIII secolo a.C. il dominio assiro è pressante a causa dei tributi che impone alla città della costa: viene inaugurata una nuova espansione con Tiglatpileser III, che determina la fine dell'indipendenza fenicia per le città settentrionali. Salmanassar V conquista Samaria, mentre Sargon II occupa Cipro. Contro Sennacherib si organizza una coalizione siro-fenicia, ma che vede in seguito la fine del Regno Unito di Sidone e Tiro, da cui il re Luli viene cacciato. Nel VII secolo Asarhaddon, con l'aiuto di Tiro, conquista Sidone nel 677 a.C., la quale viene totalmente distrutta: Tiro rientra in possesso dei suoi territori e acquista un nuovo predominio. La ribellione di Tiro nel 671 a.C. causa un pesante vassallaggio, anche se ormai l'Assiria è molto più debole sotto Assurbanipal, che riorganizza le province locali in Simira a nord, Sidone al centro, e Tiro (Ushu) a sud.

### Età babilonese
Con la caduta dell'impero assiro nel 612 a.C., le città fenicie godranno di maggiore autonomia finché l'egemonia egiziana non sarà restaurata nella regione negli ultimi anni del VII secolo a.C. Nel 604 a.C. Nabucodonossor II (604–562 a.C.) si interessa della regione e attacca le città fenicie e assedia Tiro, e in seguito Sidone. L'assedio di Tiro dura tredici anni, fino al 573 a.C., e in seguito spesso saranno i Babilonesi a scegliere il re della città, finché nel 565 a.C. non sarà istituito un governo di suffeti. L'impero neo-babilonese vede il suo declino con Nabonedo.

### Età persiana
Subentrano i Persiani, che vengono accolti con favore, dato che promuovono prosperità e autonomia. Ciro II il Grande (559–530 a.C.) ottiene la sottomissione volontaria dei re fenici, mentre Cambise II (530-522 a.C.) effettua una campagna in Egitto, appoggiata dai Fenici che però rifiutano di veleggiare contro Cartagine quando il sovrano glielo propone. Dario I (521-486 a.C.) riorganizza l'impero in satrapie, istituendo la quinta per la Fenicia, ossia la Transeufratene. Durante la prima guerra persiana le città fenicie mettono a disposizione le proprie flotte. Sidone ottiene un certo predominio sulle altre città con la dinastia di Eshmunazar I, Tabnit, Eshmunazar II e Bodashtart, con cui la città ottiene Dor e Giaffa dal Gran Re Serse. I contatti interni col mondo greco comportano molti influssi artistici filelleni. Nel IV secolo a.C. le città fenicie, fra cui la stessa Sidone, avvicinandosi al mondo greco, si ribellano all'Impero persiano subendo la distruzione della città di Sidone da parte del Gran Re Artaserse Oco.

### Età ellenistica e romana
Una volta ricostruita Sidone nel 345 a.C., poiché fondamentale base strategica, si arrende spontaneamente insieme ad Arado e Biblo all'arrivo di Alessandro. Tiro si oppone e viene cinta d'assedio: il conquistatore unisce l'isola alla terraferma e conquista la città, che tuttavia mostra in seguito una ripresa. La cultura greca, già nota dai commerci, presenta un'accelerazione dell'ellenizzazione: gli influssi artistici e le assimilazioni divine evidenziano un'interazione fra le due culture (Bonnet), e un fatto lento e con ritorni (Moscati). Dal I secolo a.C. si osserva l'intervento di Roma, che nel 64 a.C. istituisce la provincia di Siria, comprendendo le città fenicie. Il periodo sarà economicamente benefico, arricchito dallo splendore delle città di Tiro e Beirut.

## Civiltà

### Politica e governo
La monarchia domina su ogni città-Stato: ognuna era un'entità autonoma, composta dall'abitato e dalla campagna circostante. Le dinastie sono più o meno stabili ed ereditarie. Il re gode di grande prestigio e potere: c'è una certa continuità politico-istituzionale tra la fine dell'età del bronzo e del ferro. A volte appare un'assemblea cittadina, e comunque un affiancamento degli anziani, che prendevano decisioni al posto del re, o molto probabilmente erano esponenti delle classi mercantili. In più erano presenti governatori assiri e sufeti, particolarmente in epoca neobabilonese a Tiro. Le iscrizioni reali da Sidone, Tiro e Biblo mostrano le missioni del re, ossia far vivere il popolo e vigilare sul culto; a Sidone la dea Astarte è la protettrice dei sovrani, che sono scelti dagli dei secondo virtù, che sono personificazioni divine (giustizia e rettitudine). I poteri del re esistono in ambito legislativo, giudiziario, economico, militare e rituale; anche la regina e la regina madre esercitavano un certo potere. Alla centralizzazione dell'età del bronzo si contrappone una certa intraprendenza dei privati nell'epoca del ferro.

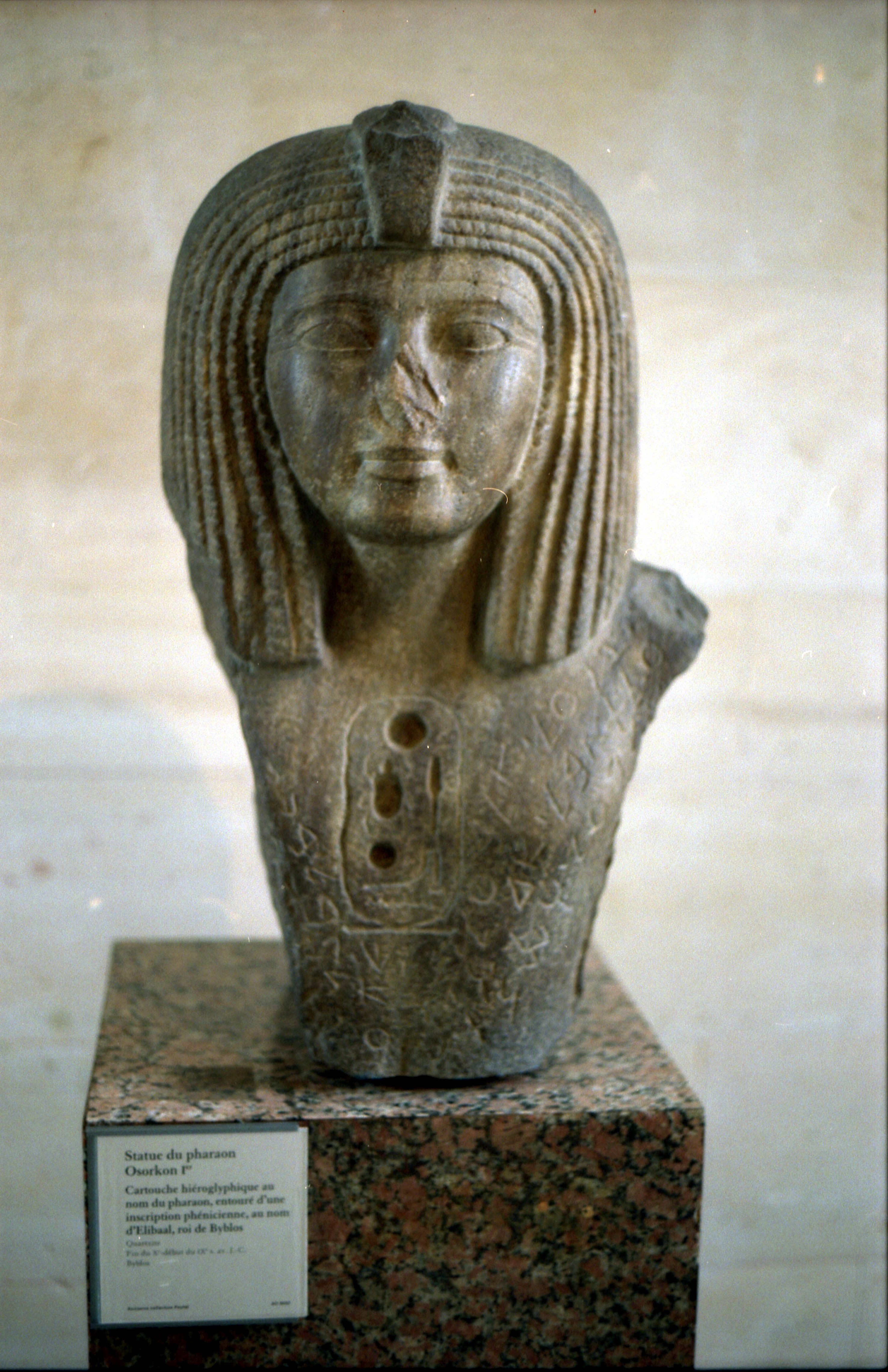
Busto del faraone Osorkon I, XXII dinastia, con iscrizione del re fenicio Elibaal (Parigi, Louvre)

Non si hanno prove di un culto funerario per i monarchi, probabilmente plausibile: lo stesso dio Milk era letteralmente "re divinizzato". Dal IV secolo a.C. è attestata un'assemblea democratica che raggruppa tutti i cittadini, con maggiore rilievo in età persiana; in più vi erano sicuramente altre magistrature individuali e collettive.

### Società
La gerarchia dei diritti e dei doveri avveniva su una logica binaria: liberi-schiavi, uomo-donna, cittadini-stranieri, di cui i gruppi propulsori erano l'ambiente palatino e le grandi famiglie, soprattutto di commercianti e imprenditori. Cittadino poteva essere il maschio nato da cittadini; non si hanno notizie sulla condizione del mondo rurale. Gli influssi greci sono osservabili nell'evergetismo e la prossenia (l'ospitalità fra Greci e Fenici). A proposito della condizione degli schiavi, si hanno notizie di una ribellione a Tiro nel IV secolo a.C.; ma le condizioni sono molto variabili, anche con possibilità di affrancamento; va ricordato che i Fenici erano celebri per il commercio schiavistico. La Fenicia era molto aperta agli stranieri, per scopi prettamente commerciali. Non si conoscono dati precisi sulle procedure di ammissione, ma spesso si autogestivano in base ad accordi: ad esempio i Greci erano riuniti in associazioni professionali, a sfondo etnico e religioso.
Le donne in Fenicia prendevano parte a eventi pubblici e processioni religiose, come dimostrato da raffigurazioni di banchetti che le mostravano sedute o sdraiate in presenza di uomini, come ballando e suonando musica. Nella maggior parte dei contesti, tuttavia, ci si aspettava che le donne si vestissero e si comportassero in modo più modesto degli uomini; le figure femminili sono quasi sempre ritratte come drappeggiate dalla testa ai piedi, con le braccia a volte anche coperte.
Sebbene raramente avessero potere politico, le donne prendevano parte agli affari della comunità. Avevano voce in capitolo nelle assemblee popolari che cominciarono a emergere in alcune città-Stato. Si dice che almeno una donna, Unmiashtart, abbia governato Sidone nel V secolo a.C. Le due donne fenicie più famose furono figure politiche: Jezebel, ritratta nella Bibbia come l'assertiva principessa di Sidone, e Didone, la semi-leggendaria fondatrice e prima regina di Cartagine. Nel poema epico di Virgilio, l'Eneide, Didone è descritta come co-reggente di Tiro che, usando l'astuzia per sfuggire alla tirannia di suo fratello Pigmalione,  si assicura un sito ideale per Cartagine.

### Scrittura e lingua

Alfabeto fenicio, una tipica scrittura cuneiforme, la prima scrittura inventata dai Fenici

Il più importante elemento culturale che si suole ascrivere alla civiltà fenicia è l'invenzione dell'alfabeto. La lingua fenicia, infatti, è stata scritta a partire dalla fine del II millennio a.C. mediante un alfabeto, di tipo consonantico, con ventidue segni scritti da destra verso sinistra. Esso costituisce il punto di arrivo di una lunga evoluzione, che probabilmente prende le mosse dai segni della scrittura detta "protocananaica", a sua volta forse [non chiaro] originata da modelli egiziani sulla base di un principio acrofonico. Tale scrittura venne in seguito adottata anche da altri popoli circostanti e dette origine a una serie di altre scritture alfabetiche, non solo semitiche (anche l'alfabeto greco e quello latino derivano in ultima istanza da quello fenicio). Un indubbio, anche se fin qui imprecisato, legame esiste anche con l'alfabeto ugaritico, che ha il medesimo ordine alfabetico e i cui segni possono in gran parte costituire una "resa" con tratti a forma di cuneo di disegni "lineari" come quelli protocananaici e fenici. [fonte mancante]
Quanto alla classificazione linguistica del fenicio, esso fa parte del ramo cananaico del semitico nordoccidentale, insieme all'ebraico e al moabitico. Nella madrepatria si suppone che il fenicio sia stato in uso fin verso l'era cristiana. La sua varietà parlata a Cartagine (punico) era ancora parlata ai tempi di sant'Agostino.
Iscrizioni in fenicio al di fuori della madrepatria sono state individuate in Cilicia e Siria fin dall'VIII secolo a.C., ma se ne trovano un po' dovunque nel bacino del Mediterraneo. Tra queste le lamine di Pyrgi, ritrovate nel 1964 nel sito archeologico etrusco di Pyrgi presso Santa Severa nel Lazio.  Le tre lamine, ritrovate nelle vicinanze di un tempio, contengono un testo in lingua fenicia e due in lingua etrusca. Si tratta di un'iscrizione sacra: i documenti, importanti per la comprensione della lingua etrusca, testimoniano la consacrazione del tempio alla dea etrusca Uni, assimilata alla fenicia Astarte.
Il fenicio era diviso in diversi dialetti nelle diverse città, in particolare Sidone e Tiro. Una varietà del dialetto tirio era parlata dai coloni di Cartagine, ed è nota col nome di punico (spesso in linguistica si parla di "fenicio-punico"), che a sua volta è attestata in molte località del Mediterraneo occidentale che da Cartagine vennero colonizzate. Alcuni testi in punico ci sono giunti attraverso una trascrizione latina (comprendente anche le vocali) in alcuni passi del Poenulus di Plauto.

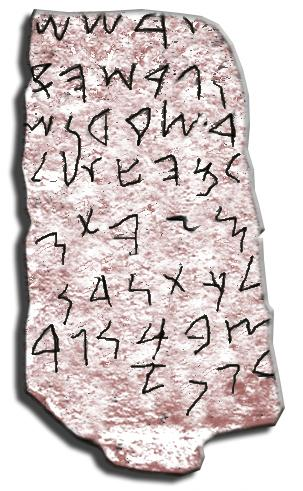
La stele di Nora

Anche la stele di Nora, ritrovata nella località presso Cagliari in Sardegna, è un importantissimo reperto in caratteri probabilmente fenici.
Secondo Erodoto (Storie 5:58), i Fenici portarono in Grecia la scrittura e il papiro verso il X secolo o il IX secolo a.C. La parola greca per papiro come materiale di scrittura (biblion) e libro (biblos) proviene dal porto fenicio di Biblo, da dove si esportava il papiro verso la Grecia.

### Letteratura
A causa della perdita della letteratura fenicia, scritta su materiale scrittorio facilmente deperibile, il papiro, si deve per lo più ricorrere a fonti esterne. Esistono testi epigrafici diretti, ma hanno lo svantaggio di essere stereotipi dell'uso monumentale; ne è un esempio il sarcofago di Ahiram di Biblo (circa 1000 a.C.). Si conoscono anche testi lapidari arcaici (X-IX secolo a.C.), iscrizioni dinastiche (che provano legami ideologici con l'Egitto, soprattutto a Biblo), iscrizioni dell'epoca persiana, funerarie e testimonianze devozionali (da Sidone) e testi funerari (da Tiro). I principali testi esterni sono gli annali assiri, le cronache babilonesi, le iscrizioni persiane, i testi egizi (in particolare il racconto di Wenamun e le Lettere di Amarna), l'Antico Testamento, e gli autori classici, che caratterizzano i Fenici con i topoi di furbizia, disonestà, intraprendenza, riportati soprattutto dalla tradizione erudita, eccezion fatta per Erodoto e gli storici di Alessandro Magno. Una fonte indiretta sono i cosiddetti Annali di Tiro, citati da Giuseppe Flavio attraverso Menandro di Efeso, che coprono i X-VIII e VI secoli a.C., e testimoniano l'esistenza di una tradizione storiografica locale. Le fonti archeologiche sono difficilmente accordabili alle fonti scritte, anche perché è complesso individuare dei marcatori culturali specificamente fenici.

### Arte

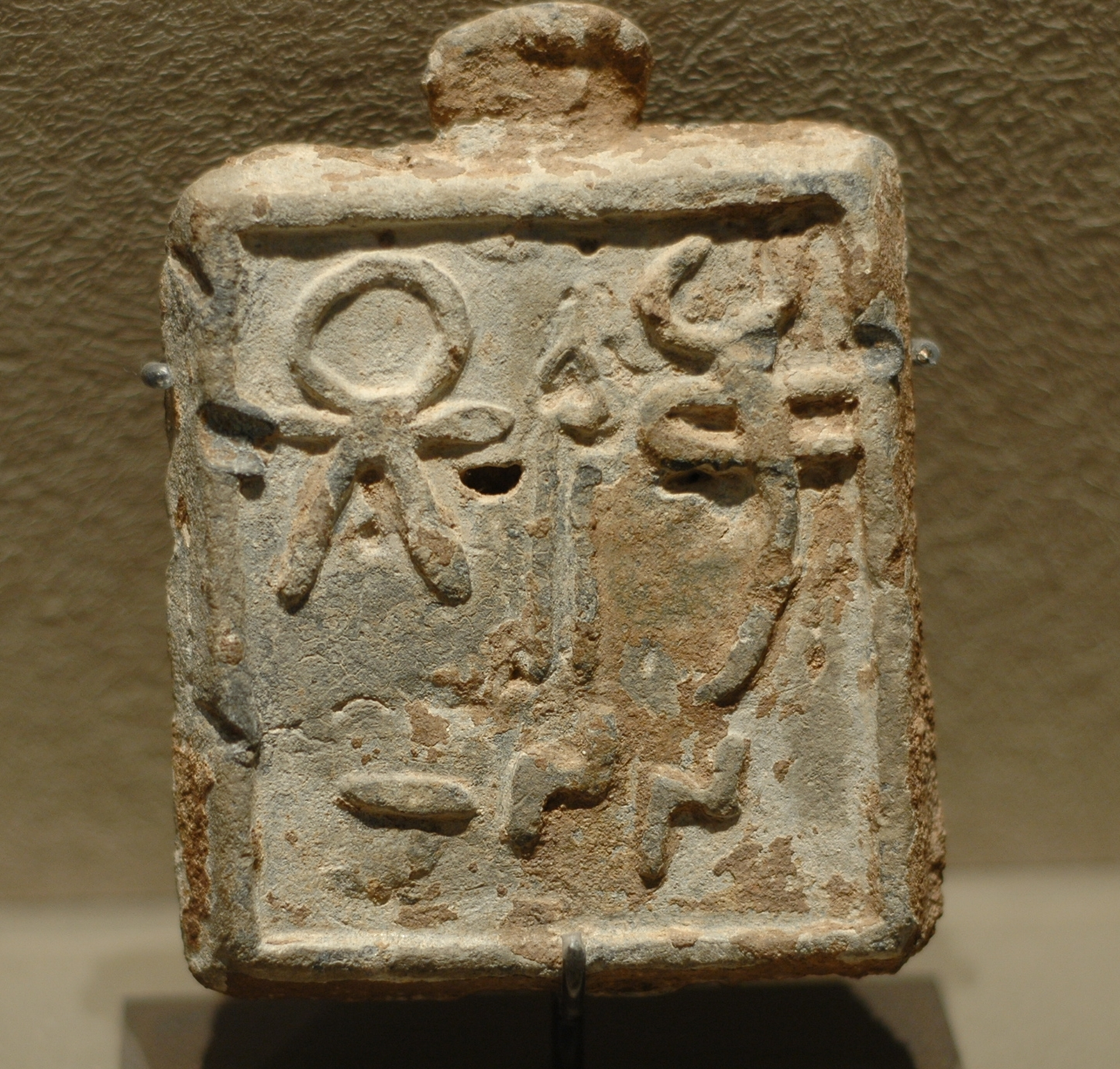
Pietra incisa con segno di Tanit, V-II secolo a.C., da Arados (Parigi, Louvre)

Il vero scopritore dell'arte fenicia fu l'archeologo francese Ernest Renan (1860-61), i cui studi si aggiunsero agli scavi di Biblo di Pierre Montet e Maurice Dunand. La scarsezza del materiale proveniente dall'area fenicia viene supplita dai materiali delle regioni circostanti, dai dati indiretti, dall'Antico Testamento e dalle raffigurazioni assire. L'arte fenicia si inquadra in quella siriana, con confluenze egiziane, mesopotamiche, egee e anatoliche; sono scarse le aspirazioni alla grande arte, trattandosi di produzione di livello artigianale. L'arte fenicia si caratterizzò per una carenza di unitarietà e di totale originalità e tranne Cartagine, quasi tutti gli altri siti fenici situati sul mare, si rivelarono più che altro empori adibiti al commercio, quindi poco espressivi di manifestazioni artistiche.

### Architettura
Risulta difficile inquadrare bene l'arte in periodi poiché i siti fenici risalgono al Tardo bronzo e lo stile architettonico delle città potrebbe essere variato nel corso dei secoli, senza aver lasciato tracce. Tuttavia è possibile fare riferimento a siti più recenti e piccoli come Tell Sukas, Amrit, Akzib e Umm el-Ahmed per studiare l'architettura, poiché lì si è mantenuto lo stile fenicio originario.
Le tecniche fenicie rimangono sconosciute e solo in parte illustrate nei bassorilievi assiri, che dominarono la regione costiera durante il VII secolo a.C. L'unica tipologia architettonica di cui si abbiano notizie certe è il santuario; era costituito da una pianta tripartita in vestibolo, una cella e un sancta sanctorum disposti in asse.
Tre furono i tipi di santuari diffusi: il tempio di derivazione egizia, contraddistinto dall'elemento autoctono della doppia colonna libera nel cortile d'ingresso, il recinto sacro contenente l'altare al centro della struttura, e il tophet caratterizzato da stele e cappelle votive. I Fenici si misero in luce per la produzione di stoffe e di tessuti, nei centri di Sidone e Tiro, e nella lavorazione dei metalli. Gli oggetti ritrovati a Byblos sono decorati con la tecnica della granulazione e del tratteggio.
Se gli avori sono prevalentemente di stile egittizzante, la glittica deriva dallo stile della Mesopotamia, mentre la ceramica mostra una produzione tipicamente egea, e inoltre i metalli evidenziano una commistione dell'arte mesopotamica e dell'Anatolia: gli influssi forti e diversi sono corrisposti da interpretazioni locali, che nell'età del ferro costituiscono ancora un attardamento delle caratteristiche dell'età del bronzo. L'architettura è conosciuta solamente dalle figurazioni assire: tutte le città erano comunque cinte da mura, turrite e merlate, e con case sovrapposte. Immagini della città di Tiro sono state trasmesse dalle porte bronzee costruite da Salmanassàr III e dai celebri rilievi di Sennacherib.

### Religione e mitologia

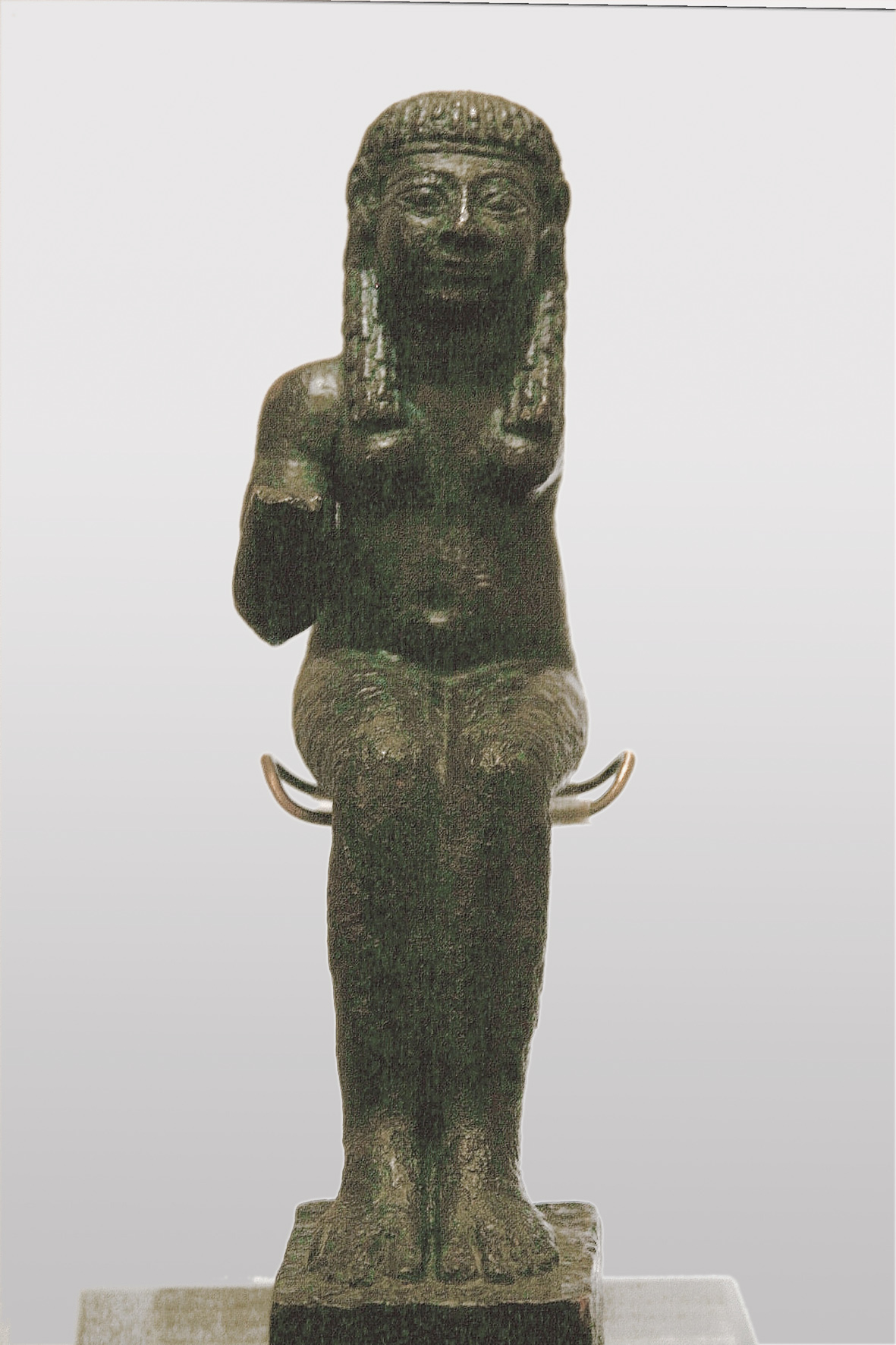
Astarte, museo archeologico di Siviglia

Le fonti per la religione fenicia sono le iscrizioni dalle città fenicie per i nomi divini, anche se non si possiedono scritti mitologici, liturgici o profetici. Gli autori principali sono: Sanconiatone, sacerdote di Beirut (XII secolo a.C.), riportato da Filone di Biblo, giuntoci attraverso Eusebio, con dubbi sull'autenticità; Damascio, neoplatonico (V secolo a.C.), che cita una cosmogonia di Mecio; Plutarco e Luciano, che forniscono dati sulle credenze; l'Antico Testamento, soprattutto riguardo ai Cananei; i testi di Ugarit, anche se non direttamente comparabili; le fonti puniche, anche se il raffronto è difficile a causa degli sviluppi autonomi.
La religione fenicia appare come un prolungamento di quella cananea del II millennio a.C. Ogni città fenicia costituiva uno Stato autonomo, con una divinità poliade generalmente associata a un partner o a una divinità paredra, con determinate funzioni.
A Tiro imperava Melqart, insieme ad Astarte, dove era comune il rito dell'egersis (ἔγερσις) o risveglio annuale. Melqart è il prototipo del re che garantisce ordine e benessere (assimilato a Eracle), mentre Astarte è la dispensatrice di potere e vitalità, legata al trono e alla fertilità (assimilata ad Afrodite ed Era). A Sidone erano venerati Astarte ed Eshmun, dio protettore e guaritore, assimilato ad Asclepio (- Bonnet), la cui triade sarebbe capeggiata da Baal, parallelo a El (- Sabatino Moscati). A Biblo invece si credeva nella Baalat Gubal ("signora di Biblo"), insieme al Baal di Biblo, che sta all'origine dell'Adonis greco; per loro erano celebrate feste annuali di morte e resurrezione.
Altre divinità erano: Reshef, dio della folgore e del fuoco, originariamente nefasto poi benefico; Dagon, dio del grano, dalle origini remote; Shadrapa, conosciuto dal VI-V secolo a.C., "genio guaritore", rappresentato con serpenti e scorpioni; Sasm e Bes; diversi culti astrali, di scarsa presenza, perlopiù dall'età ellenistica; ipostasi di qualità e funzioni, come il Chusor, inventore e lavoratore del ferro, oppure Sydyk e Misor, divinità della giustizia e della rettitudine.
Da Filone di Biblo è conosciuta la mitologia, in particolar modo l'origine del cosmo, della cultura e degli dei: all'origine sono il vento e il caos, da cui nasce un uovo cosmico, detto Mot.
La cultura sarebbe stata creata da Usoos, inventore delle pelli d'animali, mentre al vertice della genealogia divina sarebbero stati Eliun e Berut. Gli dei vivevano nei templi, cosiddetti "bet", ossia casa o palazzo. Non ci sono pervenute statue a causa del diffuso aniconismo, anche se non eccessivamente rigoroso. Era molto diffuso il culto di stele o betili, nonché di montagne, acque, alberi, e pietre ritenuti sacri. Molti santuari e rovine presentano spesso una stratificazione successiva in età cristiana. Asherah è una piccola colonna votiva in legno, analoga al betilo (ossia "dimora degli dei"). Il tempio era un recinto sacro a cielo aperto con una piccola cappella o betilo (o entrambe); davanti a essi vi era un altare per i sacrifici, con vicino una fonte o un bacino e un bosco. Le offerte potevano essere cruente o meno (eccezione per il maiale, che era considerato tabù), in cambio dei quali speravano di ottenere la grazia, spesso a sua volta seguita da un ex voto. Si credeva anche nei refaim, esseri dell'aldilà, forse semplicemente persone defunte.
La magia deriva da modelli egiziani, come scarabei e amuleti: era una pratica comune e diffusa: lo scopo era allontanare il malocchio o colpire i nemici, con formule talvolta incise su lamine di piombo nelle tombe. L'approccio alla religione da parte dei Fenici era più ritualistico che mitologico. L'aldilà era localizzato sottoterra, come un deserto arido e buio; essenziale per i defunti era ricevere una sepoltura ed essere ricordati tra i vivi.

## Geografia

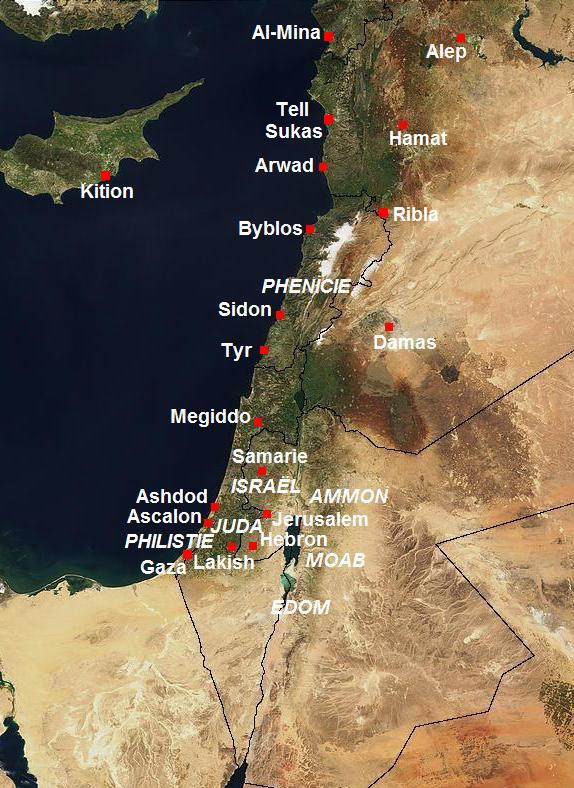
I principali siti del Levante nel primo millennio

I confini geografici della Fenicia sono generalmente individuati nella costa siro-palestinese: a nord le città di Arwad e Shukshu, a sud Acco, a ovest la costa mediterranea, a est la catena del Libano: si tratta di una regione compresa fra la terra e il mare, con una separazione storica dall'entroterra. L'interazione con l'interno avviene soprattutto per il commercio del legno, in particolare il cedro libanese. La circolazione ovest-est (orizzontale) riscontra pochi passaggi, mentre quella nord-sud (verticale) avviene per via marittima.
Le città erano fondate sui promontori della costa, con uno o più porti e un hinterland fino alle montagne (cosiddette "città-Stato"); quando possibile venivano utilizzati gli isolotti antistanti la costa, per essere meglio fortificati. Il clima comporta d'inverno piogge fertilizzanti, mentre d'estate la stagione è secca, ma mitigata dall'irrigazione. L'economia si basava principalmente sull'agricoltura (coltivazione del grano, dell'ulivo, della vite, della frutta, in particolare fichi e sicomori), sulla lavorazione del legno e sulla pesca. Erano inoltre esperti di tecniche della lavorazione del bronzo, dell'avorio, dei tessuti e della conchiglia per la porpora. Le risorse erano notevoli, utilizzabili però totalmente in un contesto di scambi.

### Fenicia
Nel Tardo Bronzo si contano circa venti località fenicie principali, appartenenti a otto regni, tutte attorno a una città portuale più grande; nell'età del ferro invece sono quattro grandi paesi (Arwad, Biblo, Sidone, Tiro) a cui gli altri afferiscono.

#### Arwad
Arwad (Arados) sorgeva su un'isola di fronte ad Antarado (oggi Tartus), dove non ci sono tracce di occupazione fenicia: dal II millennio a.C. è menzionata nei testi di el-Amarna. Dal territorio continentale la città dipendeva per le forniture e le sepolture. La città era governata da un re insieme ad altri uomini della stessa città: probabilmente si trattava di un'aristocrazia mercantile. Sotto il dominio assiro riuscì a mantenersi autonoma, ma perse alcuni territori; lo stesso avvenne con i re babilonesi: la sua strategia politica era di pagare il tributo per vedersi riconoscere la propria autorità. Si tratta di un sito abbastanza esteso, anche se sono poche le tracce archeologiche e gli scavi sistematici; vi erano due porti, ma solamente uno è stato ritrovato. I culti erano vari, fra cui Melqart, Asclepio, Afrodite, Cronos: è stato trovato un santuario federale dedicato a Giove in località Baitokaiké, nell'interno, forse originariamente dedicato a Baal.

#### Amrit

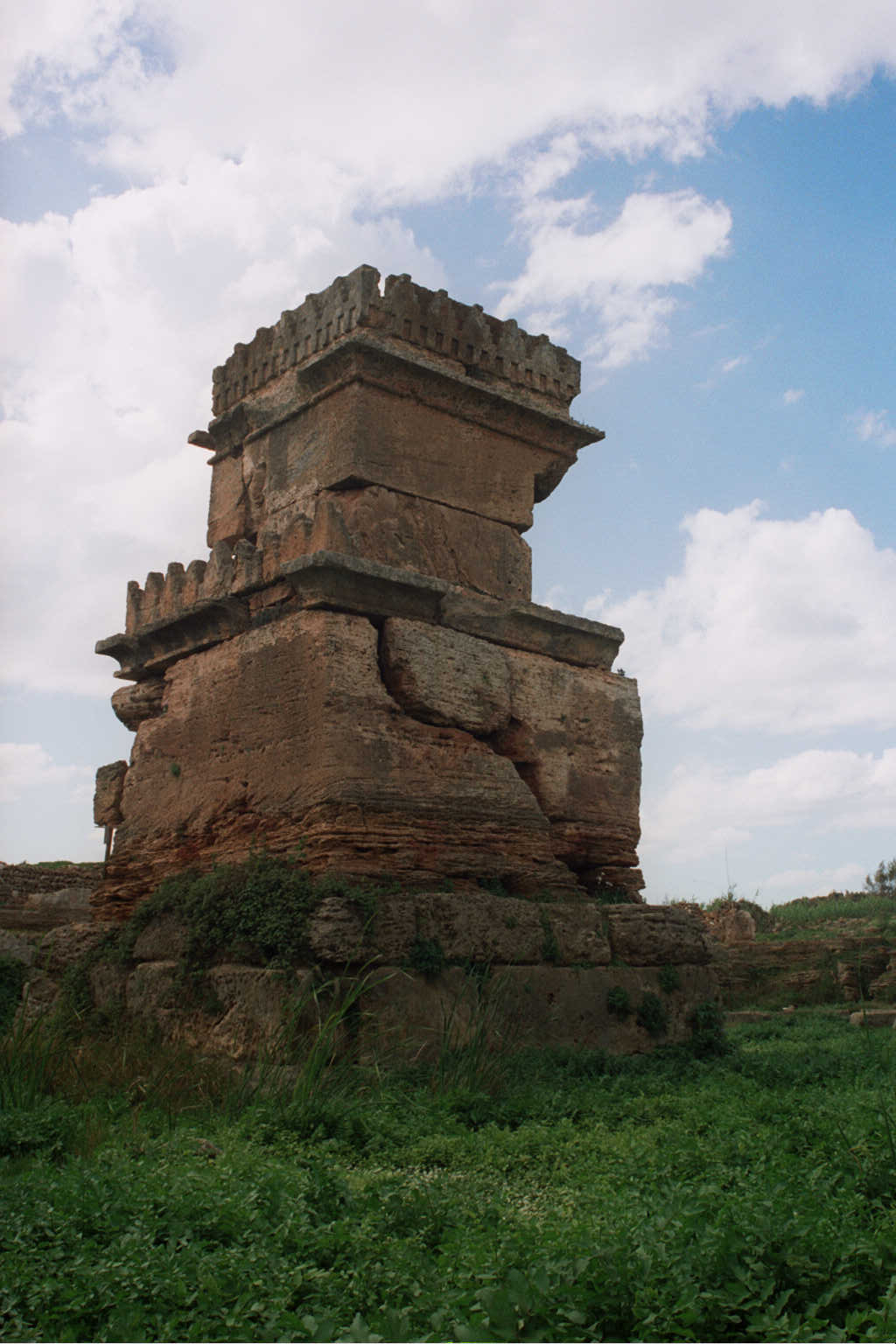
La parte centrale del maabed di Amrit

Amrit (detta anche Marathos) è costituita da una breve striscia costiera, priva di insenature per uso portuale, con due piccoli corsi d'acqua. A nord si trovano i resti dell'abitato e il maabed, mentre a sud erano le necropoli e la località di Ai el-Haijat; era legata ad Arados nel periodo fenicio, anche se non apparteneva al suo hinterland. Il maabed fu scavato da Ernest Renan e poi anche in seguito. Il suo impianto era genericamente egiziano, ma la costruzione avvenne in periodo persiano. È stato costruito in parte scavando il banco di roccia, in parte aggiungendo blocchi: si tratta di un bacino rettangolare con al centro un basamento risparmiato per costruirci una cappella. L'acqua proveniva da una sorgente vicina, e lungo i tre lati vi erano passaggi porticati con massicci pilastri rettangolari: nel lato nord si trova un ingresso monumentale con due torri e due altari simmetrici. La cappella centrale era a tetto piano ornata da modanatura a gola egizia e merlature a gradini, mentre il gocciolatoio era composto da due protomi leonine. Il santuario era dedicato probabilmente a un dio guaritore, forse Eshmun. Vicino c'era anche una fossa cultuale, studiata da Maurice Dunand, con un'iscrizione e un ex voto, che confermerebbero Eshmun e Melqart come destinatari del culto. Nelle vicinanze era una necropoli con diverse tombe scavate nella roccia, con alcuni sarcofagi antropoidi e alcune tombe sormontate dai cosiddetti megazil, edifici a forma di torre che davano accesso alla camera funeraria, risalenti al IV secolo a.C. Vi era anche uno stadio monumentale scavato nella roccia nel II secolo a.C.: la città era infatti completamente autonoma in età ellenistica.

#### Biblo
Biblo, l'antica Gubal, si trova su un promontorio sul mare, con due piccoli corsi d'acqua laterali. La documentazione riguarda almeno quindici grandi fasi di occupazione, dalla preistoria alla conquista araba, che hanno determinato troppe sovrapposizioni e svolgimenti. Durante la fase neolitica (circa 7000 a.C.) vi era un villaggio di pescatori: l'urbanizzazione avviene fra IV e III millennio: la città è sviluppata intorno al santuario della Baalat, con una crescita maggiore dal 2700 a.C. I legami con l'Egitto sono molto stretti, documentati da un vaso in alabastro di un faraone della II dinastia egizia. La cinta muraria presenta contrafforti e una strada nord-sud principale, mentre le abitazioni sono a pianta regolare con un cortile centrale a due vani, in materiali diversi, ossia mattoni crudi, pietra, legno, e intonaco argilloso. Fra il 2300 e il 2200 a.C. vi è una fase di distruzione causata dall'invasione amorrea: la fioritura urbana avviene nel Medio Bronzo e Tardo Bronzo, con la ricostruzione del tempio delle Baalat e della divinità maschile (Reshef, poi tempio degli Obelischi), che assume la forma che terrà fino in epoca persiana: una cella quadrata con un'antecella e un portico in un recinto sacro al quale si accede dal cortile, e una zona esterna con delle dipendenze. Al centro della corte è il grande obelisco con varie installazioni cultuali e piccoli obelischi e cappelle. Le offerte riprese cono la giara Montet (circa 2130 a.C.) con circa mille oggetti di diversa provenienza; da notare a nordest la necropoli K con tombe scavate a pozzo. Nel XVIII-XVI secolo a.C. - nel periodo Hyksos - l'abitato si espande, grazie anche ai maggiori rapporti con l'esterno e un'ulteriore ricchezza, documentata anche dallo sfarzo delle tombe. Nel 1200 a.C. si riscontra l'arrivo dei Popoli del Mare, anche se non vi è traccia a Biblo di insediamenti filistei.

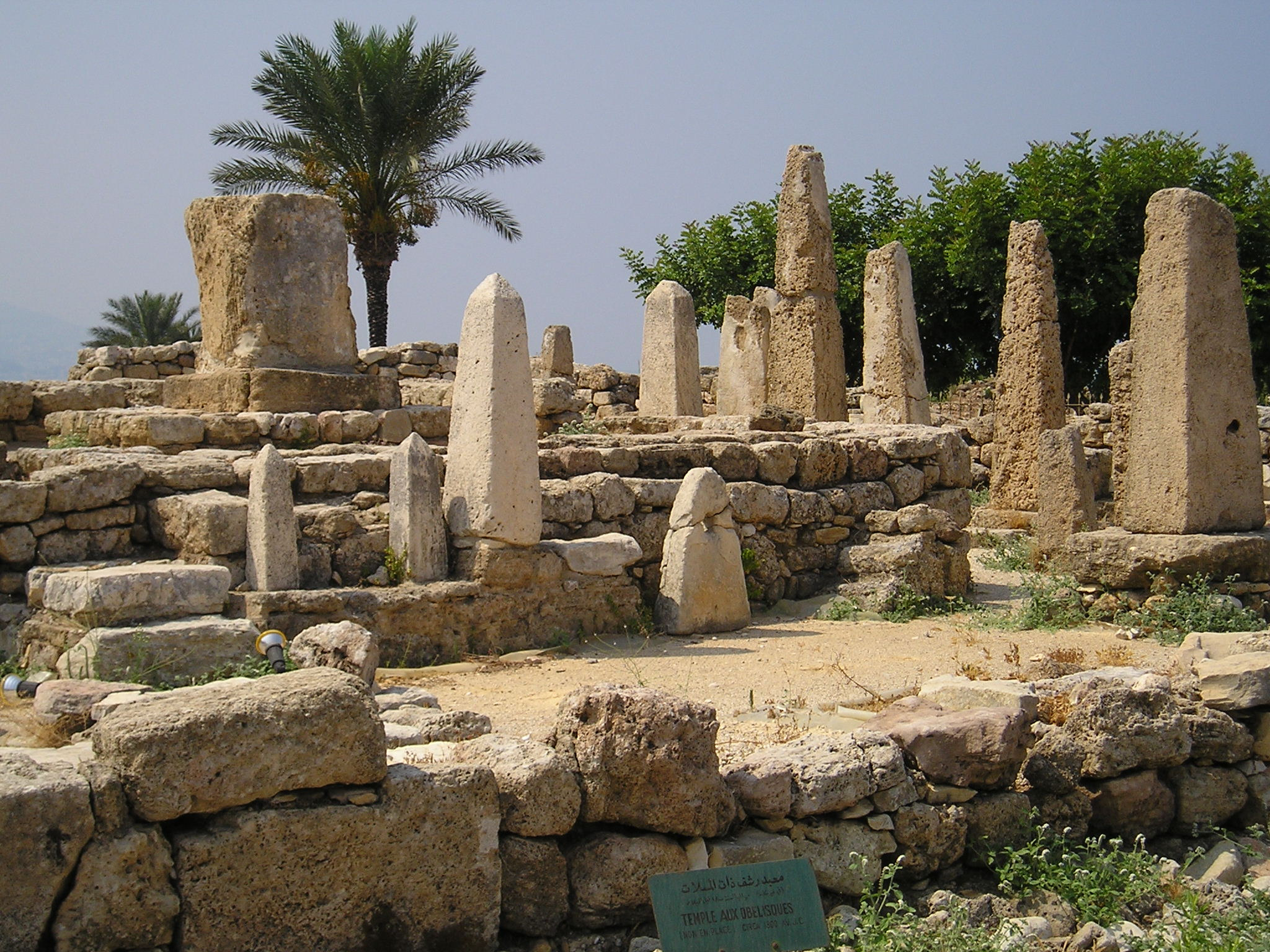
Il Tempio degli Obelischi, a Biblo

Dall'XI all'VIII secolo a.C. si snoda il periodo dell'indipendenza e poi delle dominazioni, benché queste ultime siano meno note: le strutture difensive vengono rafforzate, e continua l'uso della necropoli reale. Il sarcofago di Ahiram proviene dalla Tomba V, e appartenne a un re del X secolo; qui si trova per la prima volta un'iscrizione in alfabeto fenicio: il sarcofago fu voluto da re Ittobaal per il padre, affinché si rispettassero la tomba e il cimitero. La parte alta del pozzo era adattata a vano per il culto funerario, con un pavimento ligneo su travi incassate; altri due sarcofagi erano nella stessa camera, accantonati. Durante la dominazione persiana si ha una fioritura economica, legata all'attività edilizia del re Yehimilk (probabilmente di origini oscure, poiché non menziona il nome del padre), che realizza un'iscrizione dedicatoria per Baal Shamin ("signore del cielo", che divenne il nome del dio supremo) e alla signora di Biblo. La dinastia prosegue con Abībà‛al, che offre alla Baalat una statua del faraone Sheshonq, poi seguito da Elibaal e Shipitbaal.
Nel VI secolo a.C. viene costruito un possente terrazzamento a nordest della città, con torri angolari e su queste un edificio rettangolare con due file di pilastri (come nell'Apadana iranica). Fra il V e il IV secolo a.C. le difese del settore nordest vengono ulteriormente allargate, con l'aggiunta di una linea fortificata. A quest'epoca appartiene l'iscrizione regale di Yehomilk, un re abbigliato alla maniera persiana, che in una stele offre alla dea Baalat con fattezze di Hathor: è il tentativo di legittimarsi poiché non è il figlio, ma il nipote del re precedente. A Biblo scavarono per primo Ernest Renan dal 1860, che scoprì la fisionomia egittizzante della città, Pierre Montet, scopritore del sarcofago di Ahiram, e Maurice Dunand dal 1926 al 1973.

#### Berito
Beirut (o anche Berito) durante il II millennio a.C. è sottoposta al dominio persiano, sede di attività portuali, che dai testi ugaritici sembra prevalente il commercio di vino. Benché vi sia un'eclissi dal XII secolo alla metà del I millennio a.C., si osserva una rinascita in epoca persiana. Nel II secolo a.C. le si attribuisce il nome di Hodice di Fenicia, ed è un centro commerciale di grande rilevanza, con importanti negozianti e banchieri a Delo. In epoca romana fu sede di un'importante scuola giuridica. Fu esplorata in seguito alle distruzioni della guerra civile, la zona alta risale al Bronzo Antico, con una prima fortificazione nel Bronzo Medio e una successiva entrata monumentale. C'erano un tempio, con depositi cultuali, e qualche deposizione funeraria in giare; probabilmente erano presenti anche un palazzo e alcuni edifici amministrativi. Nel Tardo Bronzo si realizza un muro di cinta e dei "glacis", ossia un leggero pendio protettivo di fronte alle fortificazioni, un sistema rafforzato nell'età del ferro, e di nuovo modificato in epoca persiana (V-IV secolo a.C.). La necropoli era in disuso, con le abitazioni della città nella parte bassa. Lo studio della ceramica è fondamentale a Beirut, poiché centro di scambi con l'Egeo e i centri vicini. Nella città bassa c'è il settore dei Suk, con case, settori artigianali, mercantili e industriali, con una necropoli a pozzi nella roccia.

#### Sidone
Sidone, la moderna Saida, fu occupata fin dal IV millennio a.C., con poco più a sud i resti di un insediamento calcolitico chiamato Dakerman, poi occupato da una necropoli. Il muro di cinta era realizzato con un'accurata messa in opera esterna. Si conoscono otto tombe di inumati in giare. La regione dell'entroterra di Sidone era ricca di tombe dell'età del bronzo, come ad esempio Kafer-Giarra, con tombe del Medio Bronzo e Tardo Bronzo, scavate nella roccia con pozzo e camera. La città aveva un ruolo importante alla fine del Tardo Bronzo, anche se non si possiedono le fonti relative. Appare come la città fenicia egemonica nell'Antico Testamento e in Omero, con ampio uso del termine "Sidonii". In cuneiforme il nome della città è preceduto dal classificatore kur (per 'paese'), non come Tiro, preceduta da uru (per 'città'). Le due città si uniscono nel regno di Tiro e Sidone fra IX e VIII secolo a.C., separate in seguito a causa della ribellione di Sidone contro gli Assiri; in seguito, verrà punita cambiandone il nome in Kar-Asarhaddon. Le aree cimiteriali dell'età del ferro sono: Dakerman, a sud, dal XIV secolo a.C. al I secolo d.C., con tipologie diverse di tombe, fra le quali a fossa e sarcofagi; si trattava di una necropoli semplice, dedicata ai ceti medi e bassi della popolazione; Tambourit, a sud-est, con una tomba a incinerazione scavata nella roccia, con alcuni vasi locali e una pisside geometrica greca della fine del IX secolo a.C.; ‘Ain el-Helweé, sfruttata nell'VIII-VI secolo a.C., con manufatti tipici dell'artigianato fenicio; Sheik Abanoh, contemporanea alla precedente.
Le necropoli reali si trovavano sulle colline dell'entroterra: si tratta di tombe scavate nella roccia con pozzo di accesso. Le principali sono: Mogaret Abloun, conosciuta per il sarcofago di Eshmunazar II, in basalto e stile egizio; Aya, celebre per il sarcofago di Tabnit, in basalto e stile egizio; ‘Ain el-Helweé, con diversi sarcofagi antropoidi di scuola greco-ionica. Le iscrizioni dei sarcofagi mostrano un passaggio nel testo dalla seconda alla terza persona al momento di proferire delle imprecazioni, con alcune ripetizioni di intere frasi: si è pensato a un poema epico. Eshmunazar mostra alcune istituzioni fenicie: nessuna identità del re-sacerdote, ma identifica la madre che era sacerdotessa di Astarte, mostrando inoltre la sua politica nei confronti del re achemenide, di cui si guadagnò la fiducia fornendogli supporto navale contro i Greci, anche se il popolo era ostile alla dominazione persiana (tanto da rivoltarsi nel IV secolo a.C. col re Tennes). Sidone stessa è uno dei centri di produzione dei sarcofagi, anche se con scultori greci. Forse costituiva anche la residenza ufficiale assira, ipotizzata dal ritrovamento di una base di colonna con toro rigonfio. Con gli Achemenidi la città ottiene uno statuto particolare e una residenza persiana, in stile tipico, costruita da maestranze straniere.
A sud era il quartiere industriale, per la tintura dei tessuti, scavata da Contenau. A Bostan esh-Sheik era il tempio di Eshmun su terrazze, di epoca neobabilonese (Vi secolo a.C.), di cui si hanno resti di terrazzamento tronco-piramidale, riadattato in epoca achemenide con un podio a grandi blocchi e su di esso un tempio in marmo di tipo ionico, in stile irano-greco secondo Dunand. Fra V e IV secolo a.C. si aggiungono una tribuna con una ricca decorazione a rilievo insieme ad altre strutture. L'edificio si allarga in età ellenistica con un edificio, la piscina di Astarte. Si hanno fasi successive dal III secolo d.C., con una via colonnata, un ninfeo, una chiesa. Sidone prospera in epoca ellenistica sotto i Lagidi, ed è ancora autonoma nel III secolo a.C., inizio dell'era di Sidone. Nel 64 a.C. viene incorporata nella provincia romana di Siria.

#### Sarepta
Sarepta, l'odierna Sarafand, dispone di due insenature; è citata in documenti egiziani e siriani dal II millennio a.C., come parte del territorio di Sidone. L'occupazione più antica risale alla fine del Medio Bronzo, ma con un abitato documentato archeologicamente dal Tardo Bronzo, che continua fino alla piena età ellenistica. Sono documentate diverse attività commerciali con le città costiere settentrionali, una vigorosa industria della porpora, tessuti, metalli, ceramica, oreficeria, cerealicoltura e produzione di olio, oltre che ad alcuni quartieri abitativi. Si conoscono collegamenti con la metallurgia di Cipro e delle importazioni micenee: i contatti con Cipro continuano fra il IX e l'VIII secolo a.C., evidenziati da una coppia di semicerchi pendenti. Nella città bassa sono stati identificati due quartieri: uno di ceramisti, e un'area con due sacelli, uno sull'altro, con diverse planimetrie. Il più antico dei due risale all'VIII-VI secolo, con una pianta rettangolare e l'ingresso sul lato lungo, e in seguito un altro sul lato breve, insieme a una banchina e una tavola per le offerte, e un incasso nel pavimento di un elemento verticale. Si conoscono molti materiali, perlopiù offerte di tipo fenicio o egizio; è dedicato a Tanit-Astarte, come menzionato da un'iscrizione su avorio del VI secolo a.C., che fa riferimento a una statua non ritrovata, e che però permette di considerare Tanit originaria della regione.
La città fu scavata da Ernest Renan, e poi dagli americani di James Pritchard: è oggi il sito fenicio meglio conosciuto.

#### Tiro

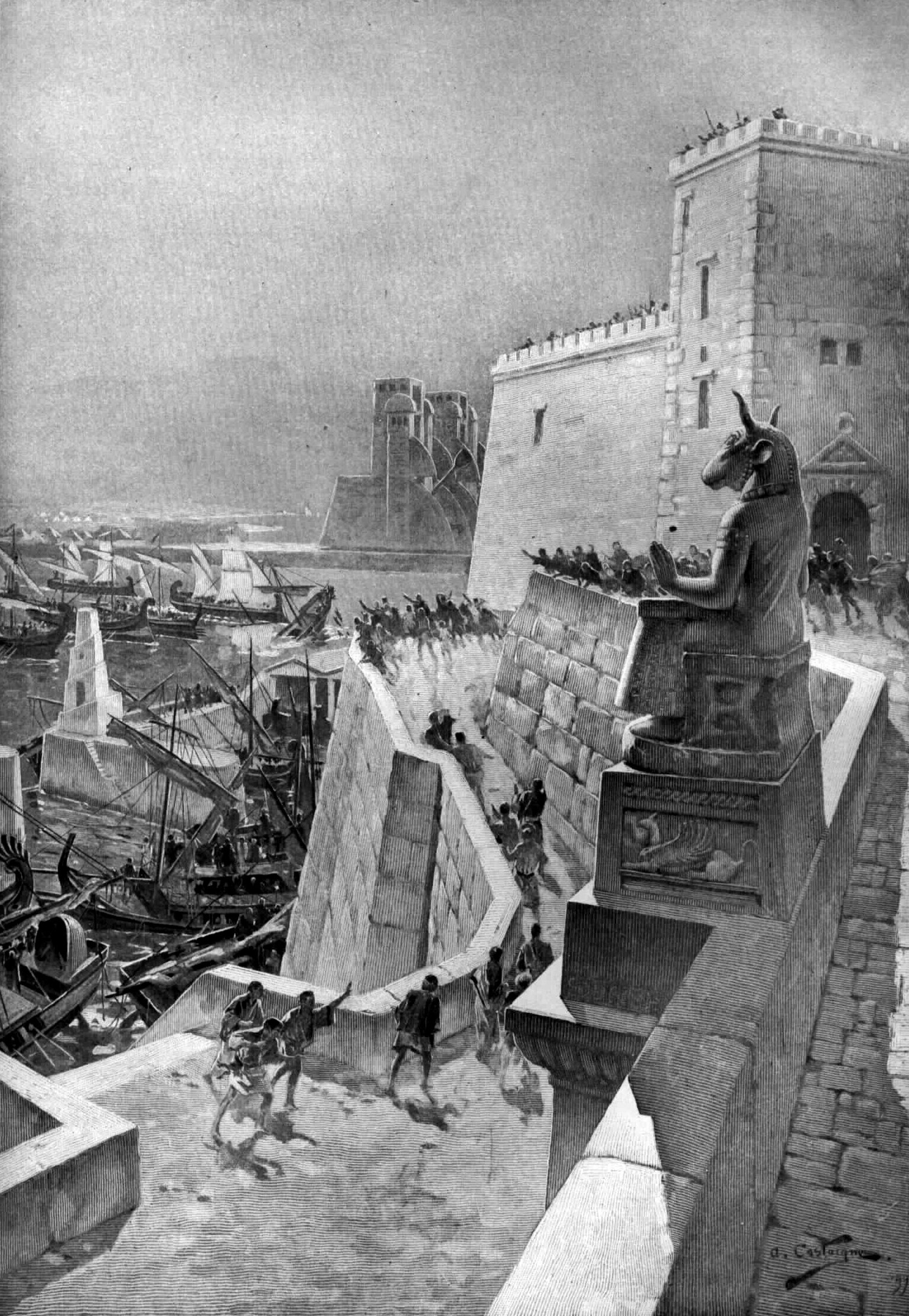
Assedio di Tiro (stampa di A. Castaigne)

Tiro è una città insulare edificata su uno scoglio ("ṣur"), originariamente costituito da due isole unite nel X secolo a.C., e oggi legata alla terraferma dalla diga voluta da Alessandro Magno. Un papiro egizio del XIII secolo a.C. distingue Uzzu, la Tiro antica continentale, Tiro porto, la città insulare. L'occupazione del sito risale al III millennio a.C., anche se risulta permanente dal Bronzo Antico: si ha una fase di abbandono fra il 2000 e il 1600 a.C. è conosciuta dalle citazioni di el-Amarna (un re di Tiro chiedeva al faraone il possedimento della città continentale per mancanza di risorse) e dalla ceramica micenea, che documenta i contatti con l'Egeo. Erano due i porti: siconio a nord, ed egiziano a sud, con un complesso sistema di frangiflutti e moli, con torri e bacini.
Tiro controllava un ampio territorio con diverse vie di comunicazione, di facile smercio. I rapporti diplomatici ed economici erano soprattutto con Israele, legati alla cessione di località. La documentazione più antica è di Giuseppe Flavio, dagli Archivi di Tiro, da diversi storici di epoca ellenistica, soprattutto riguardo ai rapporti fra re Hirom I e Salomone nel X secolo a.C. Il tempio di Melqart era sull'isola settentrionale, sui ruderi di uno più antico, non ancora scoperto poiché ipotizzato sotto la basilica dei Crociati; forse presenta analogie con il tempio di Gerusalemme, costruito dagli stessi artigiani locali, con pianta longitudinale, ingresso assiale con vestibolo, antecella e cella lunga, secondo la tipologia del Bronzo Medio siriano; l'alzato era in pietra e legno, con merli a gradini e capitelli egittizzanti. Un altro tempio era nell'isola meridionale, che i Greci identificavano per Zeus Olimpo.
Altri templi citati dalle fonti erano uno di Astarte e un altro per Melqart sulla terraferma. Hiram fece anche altri lavori di assetto urbanistico, come la colmata fra le due isole e la costruzione dei porti. Tiro assume una certa preminenza sulle altre città fenicie dall'800 a.C. Perse parte del suo territorio dalla conquista della Palestina settentrionale con Tiglatpileser III (733-732 a.C.) e fu inglobata nella provincia assira nel 662 a.C. con Assurbanipal. L'economia locale si basava sulla navigazione, la tintura delle stoffe, il legno, e il vetro. Le fortificazioni risalgono al IX secolo a.C., anche se ricostruite in età persiana. Rachidijen è la necropoli meridionale, datata al Medio bronzo, con alcuni rinvenimenti occasionali, e diverse tombe a pozzo scavate nella roccia a incinerazione (IX-VIII secolo a.C.). Dopo la conquista di Alessandro si apre alla cultura greca, prosperando sotto i Lagidi e i Seleucidi, guadagnando autonomia nel II secolo a.C. fu scavata da Renan e Poitchetand. Il vicino sito di Kharayeb presenta un tempio del V-IV secolo a.C. con terrecotte egittizzanti.
Umm el Amed, l'antica Hamon, è un complesso sacro di epoca ellenistica, scavato da Dunand e Duru; il santuario è del V secolo a.C., articolato in vari templi e collegato con delle strade. Alcune iscrizioni fenicie erano destinate a Milkashart, dio poliade, Baal di Tiro e Baal Shamin; mostra dunque una resistenza della cultura fenicia alle penetrazioni greche in età ellenistica.
Akhziv è un sito del II millennio a.C., con una serie di necropoli che mostrano la varietà delle pratiche funerarie del I millennio a.C., con una forte stratificazione sociale. Il corredo è determinato dall'influsso della cultura fenicia

### Colonizzazione in Occidente
Nel tentativo ampliare la propria rete di commerci, i Fenici costituirono diversi empori commerciali in Sicilia, Sardegna, Nordafrica e Spagna, dove poterono vendere e acquistare prodotti dagli autoctoni della regione, creando così veri e propri insediamenti e quindi colonie.
In particolare, Strabone, nella Geografia, parla di poleis (città) in Sardegna, ktisma (fondazione) e apoikia (colonia) nella costa andalusa. Nonostante vengano nominate, il loro è però solo un breve accenno all'interno del trattato: di fatto l'unico insediamento fenicio di cui si conoscano fondazione e data è soltanto Cartagine. Secondo le fonti letterarie, i primi empori fenici risalirebbero al 1100 a.C. con le città di Lixus in Marocco, Utica in Tunisia e Cadice in Spagna, nonostante l'archeologia non sia concorde con la datazione fornita.
Altri insediamenti conosciuti sono Mozia (𐤌𐤕𐤅 <MTW> in fenicio) e Palermo (𐤆𐤉𐤆 <ZYZ>) in Sicilia, Nora, Tharros e Sulcis in Sardegna, Ischia in Campania e Ibiza nelle Isole baleari.

#### Lixus
Secondo Plinio il Vecchio, in Storia Naturale, il suo tempio di Eracle sarebbe più antico di quello di Cadice, facendo sottintendere che Lixus fosse di fondazione anteriore e quindi in assoluto l'insediamento fenicio più antico. La città è anche chiamata Lisso per adattamento linguistico.

#### Cadice
Strabone e anche Pomponio Mela nella Corografia collocano la fondazione delle colonie fenicie in Spagna, e quindi Cadice compresa, poco dopo la guerra di Troia. Il toponimo della città (Gades in latino) deriverebbe dalla parola fenicia 𐤂𐤃𐤓 <GDR> ossia muro, cinta per alludere alla presenza di una muraglia che circondava l'insediamento ma di cui non sono rimaste tracce.

#### Utica
La città, secondo Velleio Patercolo, in Storia Romana, sarebbe stata fondata dopo Cadice, quindi presumibilmente attorno al 1100 o 1000 a.C. Talvolta la sua fondazione è collocata 287 anni prima quella di Cartagine (814 a.C.), il che corrisponderebbe al 1101 a.C., secondo il trattato dello Pseudo-Aristotele Storie meravigliose, che dice rifarsi alle Storie fenicie.
Plinio, nella Storia Naturale, afferma che la sua origine risalirebbe a 1174 anni prima rispetto a quando sta scrivendo, il che confermerebbe quanto detto in precedenza.

#### Cartagine
La città di Cartagine, in Tunisia, sorta come colonia di Tiro, sviluppò in seguito una grande importanza e per molto tempo fu la "padrona" del mar Mediterraneo.

#### Sicilia

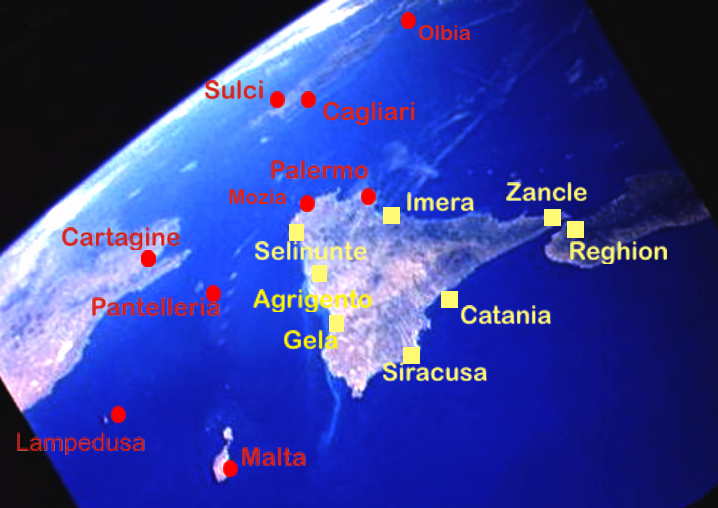
Dislocazione di alcuni insediamenti fenicio/punici e greci nel 580 a.C.

I Fenici si insediarono anche nella Sicilia occidentale, dove fondarono le città di Mothia che rappresenta la più importante città fenicia d'Occidente insieme a Cartagine. Subito dopo fondarono le città di Solunto e Palermo. Nella Sicilia meridionale fondarono le città di Lamas (Lampedusa), di Kosyra (Pantelleria), di Melita (Malta) e Gaulos (Gozo). Comunità fenicie si integrarono anche con gli Elimi come nella città di Erice dove condividevano lo stesso santuario Astarte/Venere. Successivamente gli abitanti di Mozia insieme ai Cartaginesi fondarono la città di Lilibeo (Marsala).
Mozia

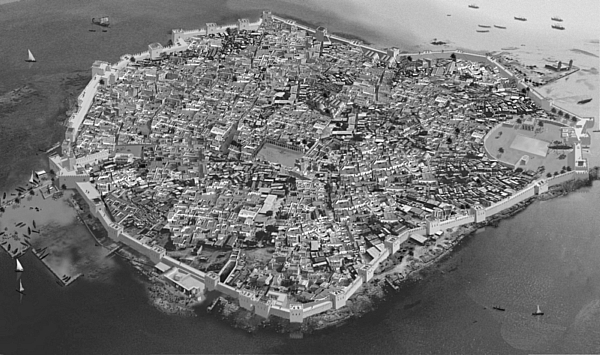
Ricostruzione aerea della città di Mozia, così come doveva apparire verso la fine del V secolo a.C.

Fu la principale città fenicia in Occidente insieme a Cartagine, sita su un'isola dello Stagnone di Marsala. Oggi rappresenta il principale sito archeologico fenicio d'Occidente per la grandezza e per l'ottimo stato di conservazione dell'area.

#### Sardegna
I Fenici sono presenti anche nelle antiche città nuragiche in Sardegna, Bithia · Bosa · Cagliari · Cornus · Neapolis · Nora · Olbia · Othoca · Sant'Antioco · Sulki · Tharros.
Anche se non sono accertati i rapporti con la popolazione locale dei nuragici, è probabilmente da escludere un'invasione fenicia dell'isola, mentre i rapporti di potere e commerciali non sono chiari. I toponimi delle città "puniche" in Sardegna sono nuragici, è plausibile perciò che queste città siano nate come insediamenti protosardi.
Caralis

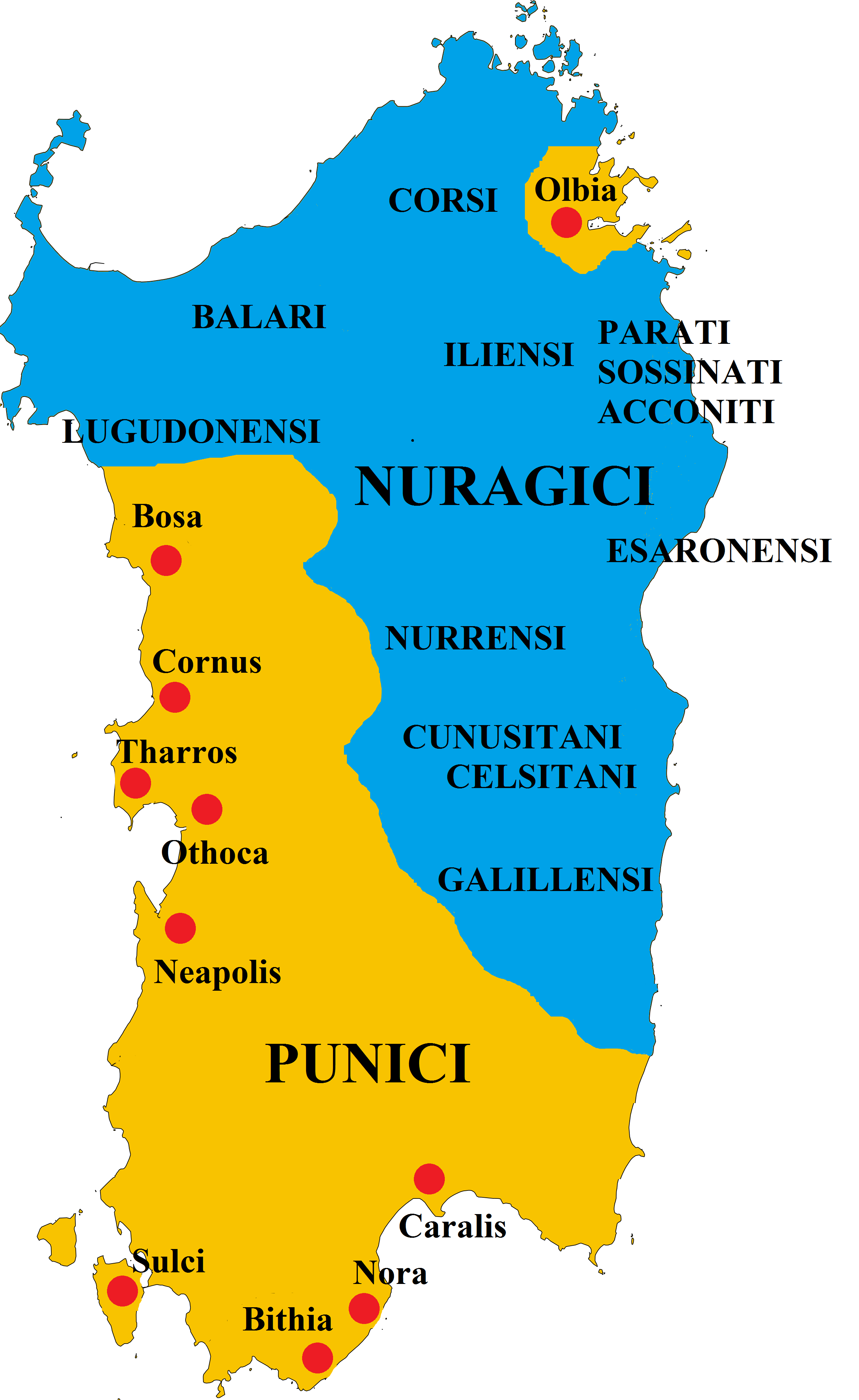
Il limes tra popolazioni nuragiche e territori influenzati dai Punici secondo alcuni storici

L'attuale città di Cagliari era importante per i suoi rapporti con l'interno perché vi confluivano i minerali dell'isola.
Sulky
L'attuale città di Sant'Antioco è la più antica città fenicia fondata in Sardegna (verso la fine del IX secolo a.C.). Era il porto di imbarco dell'argento ricavato dalle miniere di piombo e galena argentiferi del Sulcis-Iglesiente.
Tharros
Tharros era importante per il controllo del Sinis e per il traffico con l'Iberia non punica e con la Gallia, con l'Etruria e con le città greche della Sicilia e della Magna Grecia. Tharros poi aveva l'esclusiva produzione degli scarabei di pietra dura che esportava in tutti i paesi, compresa Cartagine.
Nora
Nora, è un'antica città, sorta nei pressi di preesistenti insediamenti nuragici, importante per il ritrovamento della stele di Nora. Era probabilmente un importante centro di scambio fra l'interno ricco di miniere di argento e i mercanti fenici.

### Siti minori
- Tell Kazel si trova nell'attuale Siria, ed è identificabile con l'antica Sumura. Fu importante poiché situata al confine con i regni sotto controllo ittita. Ambita dagli Assiri, ne fecero la capitale della provincia; fu scavata da francesi, siriani e libanesi: l'occupazione comincia nel Bronzo Medio con una fortificazione.
- Tell Arqa è in Libano, e presenta alcune tombe arcaiche a incinerazione, e tracce relativamente modeste d'insediamento, ossia delle case e un santuario.
- Tripoli è una città oggi libanese, forse fondata nel 761 a.C., conosciuta soprattutto dai livelli persiani: è nota per essere frutto della collaborazione fra tre città, da cui deriverebbe il nome, che avrebbero fondato tre quartieri individualmente. Qui con ogni probabilità si trovava il consiglio delle città fenicie, realizzato in funzione antipersiana. La città ebbe molto prestigio sotto i Seleucidi, e divenne una città-Stato autonoma dal 104 a.C.

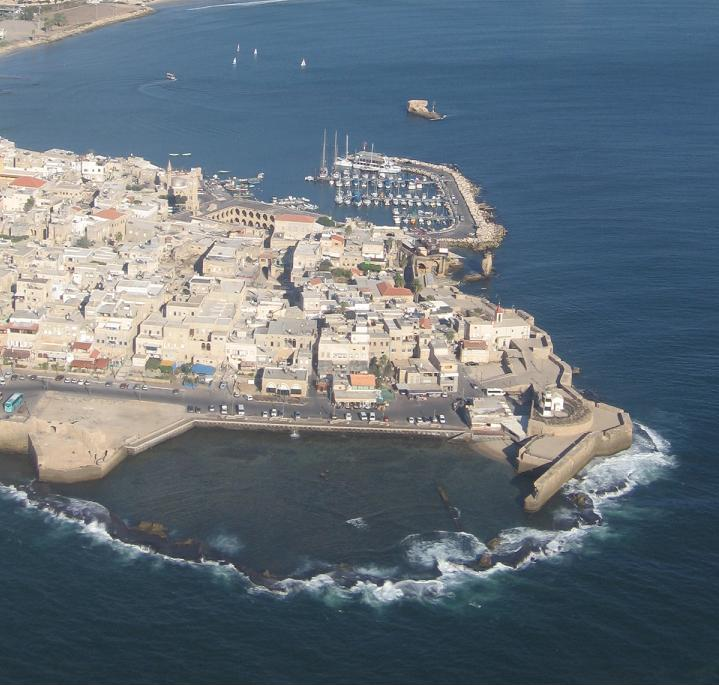
La città di San Giovanni d'Acri, in Israele

- Khalde era probabilmente la Hildua degli annali assiri, e apparteneva al territorio di Sidone. Gli scavi di Saidah hanno trovato duecento tombe del I millennio a.C., sia a inumazione sia a incinerazione: la necropoli era collegata a un insediamento ancora inesplorato. A nordovest era il santuario di Deir el-Qala, dedicato al culto di Baal Marqot ("signore della danza").
- Akko (oggi San Giovanni d'Acri), che costituiva il confine convenzionale della Fenicia. Ospitava un importante insediamento cananeo, sede di un regno alleato dell'Egitto faraonico. Nel I millennio a.C. fece parte periodicamente del territorio di Sidone, di Tiro e di Israele in alternanza. Sotto i Persiani fu un importante centro amministrativo, con un porto a destinazione commerciale e militare, dato che vi risiedevano molti negozianti greci. Nel 312 a.C. fu conquistata da Tolomeo I, che ne distrusse le mura e ne mutò il nome in Ptolemais.

## Economia

### Commercio

Principali rotte commerciali

I Fenici fungevano da intermediari tra le disparate civiltà che attraversavano il Mediterraneo e il Vicino Oriente, facilitando lo scambio di beni e conoscenze, cultura e tradizioni religiose. La loro grande e duratura rete commerciale è accreditata di aver gettato le basi di un Mediterraneo economicamente e culturalmente coeso, che sarebbe stata ripresa prima dai Greci e quindi dai Romani.
I legami commerciali dei Fenici con i Greci erano profondi, come è anche attestato dal mito greco della principessa fenicia Europa. La prima relazione storicamente verificata sembra essere quella intrattenuta con la civiltà minoica di Creta (1950–1450 a.C.), che insieme alla civiltà micenea (1600–1100 a.C.), è considerata la capostipite della Grecia classica. La ricerca archeologica suggerisce che i Minoici importarono gradualmente beni, stili artistici e costumi del Vicino Oriente da altre culture per il tramite dei Fenici.
All'Egitto i Fenici vendettero prima tronchi di cedro per cifre significative, e a partire dall'VIII secolo anche il vino. Il commercio del vino con l'Egitto è vividamente documentato da relitti di navi scoperti nel 1997 in mare aperto a 50 chilometri (30 miglia) a ovest di Ascalon, in Israele. Le fornaci di Tiro e Sarepta producevano le grandi giare di terracotta usate per il trasporto del vino. In cambio i Fenici ricevavano dall'Egitto l'oro nubiano.
Da altri commerci ottennero altri materiali, tra i quali forse il più importante fu l'argento, proveniente principalmente dalla Sardegna e dalla penisola iberica. Lo stagno per fare il bronzo "potrebbe essere stato acquisito dalla Galizia attraverso la costa atlantica della Spagna meridionale; in alternativa, potrebbe provenire dal Nord Europa (Cornovaglia o Bretagna) attraverso la valle del Rodano e la costa di Massalia". Strabone afferma che c'era un commercio fenicio altamente redditizio con la Gran Bretagna per lo stagno attraverso i Cassiteridi, la cui posizione è sconosciuta ma potrebbe essere stata al largo della costa nord-occidentale della penisola iberica.

### Ingegneria navale
Già nel 1200 a.C., i Fenici costruirono grandi navi mercantili. Durante l'età del bronzo, svilupparono la chiglia. Le giunzioni a mortasa e tenone con ancoraggio si dimostrarono abbastanza efficaci da servire come standard fino alla fine dell'Impero romano.

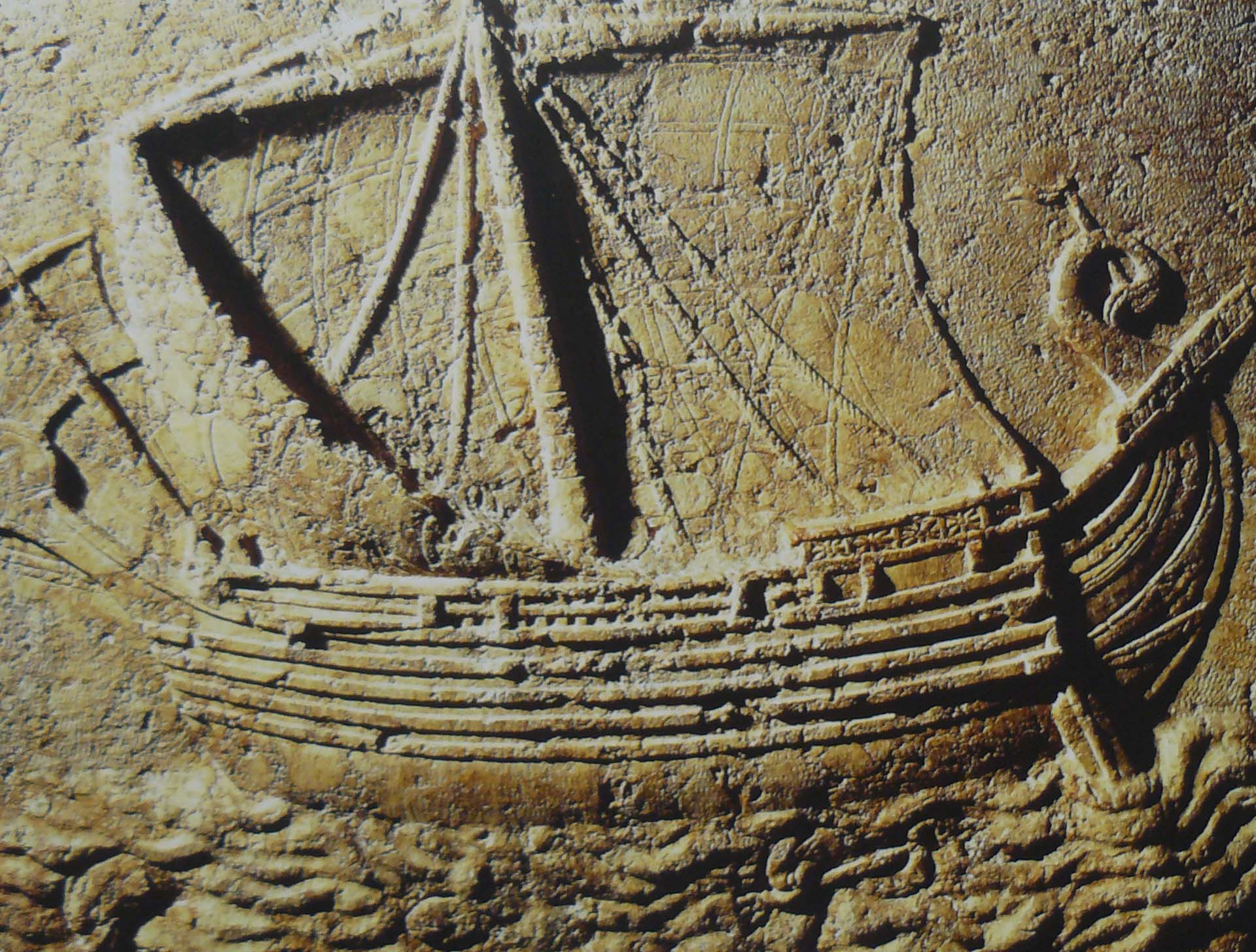
Nave fenicia

I Fenici furono forse i primi a introdurre la bireme, intorno al 700 a.C. Un resoconto assiro descrive i Fenici che sfuggono alla cattura con queste navi. Ai Fenici è anche attribuita l'invenzione della trireme, considerata la nave più avanzata e potente nell'antico mondo mediterraneo, che poi fu adottata dai Greci.
I Fenici svilupparono molte altre invenzioni marittime. L'anfora, un tipo di contenitore utilizzato per merci sia secche sia liquide, era un'antica invenzione fenicia che divenne una misura standardizzata del volume per quasi duemila anni. I resti di porti artificiali autopulenti sono stati scoperti a Sidone, Tiro, Atlit e Acri. Il primo esempio di diritto della navigazione compare nel Levante. I Fenici continuarono a contribuire alla cartografia fin all'età del ferro.
Nel 2014, una nave mercantile fenicia di circa 50 piedi è stata trovata vicino all'isola di Gozo a Malta. Datato 700 a.C., è uno dei relitti più antichi ritrovati nel Mediterraneo.

### Artigianato
I Fenici svilupparono straordinarie attività artigianali, in alcune delle quali furono considerati maestri insuperabili. I loro tessuti di lana, tinti con la porpora (un colorante come dicevamo prima derivato da un mollusco chiamato murex o murice) nelle più diverse sfumature del rosso, erano noti in tutto il Vicino Oriente e nel Mediterraneo. Notissime erano le placche d'avorio scolpite, traforate, ricoperte d'oro, di smalti e di pietre colorate con uno stile che gli studiosi chiamano oggi «internazionale», perché associavano influenze disparate dell'età del bronzo, egizie, mesopotamiche, siriache, ittite, assire. I Fenici inventarono anche la tecnica della soffiatura del vetro mediante cannule di metallo che evitava di produrre l'oggetto in due semiparti che incollate presentavano alla fine la tipica linea laterale di unione. Tuttavia non tutti concordano su questo: secondo altre fonti gli inventori della soffiatura del vetro sembrerebbero essere i Siriani.

### Agricoltura
Il prodotto agricolo più rilevante fenicio era il vino, che i Fenici contribuirono a diffondere attraverso il Mediterraneo. La vite comune potrebbe essere stata addomesticata dai Fenici o dai Cananei, anche se molto probabilmente è arrivata dalla Transcaucasia attraverso rotte commerciali provenienti dalla Mesopotamia o dal Mar Nero. La vite cresceva facilmente lungo la costa del Medio Oriente e il vino veniva esportato in Egitto già nel periodo dell'Antico Regno (2686–2134 a.C.). Il vino ha svolto un ruolo importante nella religione fenicia, essendo la bevanda principale per le offerte e il sacrificio. Uno scavo di una piccola città fenicia a sud di Sidone ha portato alla luce una tenuta per la produzione di vino utilizzata almeno dal VII secolo a.C., che si ritiene fosse destinata a un mercato d'oltremare.
I Fenici impiantarono vigneti e costruirono cantine nelle loro colonie in Nord Africa, Sicilia, Francia e Spagna  e potrebbero aver insegnato la vinificazione ad alcuni dei loro partner commerciali. Gli antichi Iberici iniziarono a produrre vino da vitigni autoctoni in seguito all'incontro con i Fenici.

## Storiografia
La prima pubblicazione sui Fenici e la loro lingua è di Samuel Bochart nella Geographia Sacra, risalente al XVII secolo.
Nel XVIII secolo Richard Cumberland, vescovo di Peterborough, studiò i frammenti dello scrittore fenicio Sancuniatone, vissuto secondo la leggenda prima della guerra di Troia, nel XIII secolo a.C., pubblicandone gli studi nel 1720. Nel frattempo lo scrittore Michele Vargas-Machuca pubblica a Napoli due volumi in cui suggerisce che l'intera regione da Gaeta a Capri sia stata colonizzata prima dai Fenici e poi solo dopo dai Greci di Eubea.
Nel 1837 l'orientalista tedesco Gesenius pubblicò a Lipsia due volumi in latino dedicati ai «Monumenti della scrittura e della lingua fenicia»; Gesenius si considera il fondatore dello studio delle iscrizioni fenicie.
Nel 1867 Ernest Renan inizia la scrittura del Corpus Inscriptionum Semiticarum, in cui raccoglie tutte le iscrizioni fenicie e cananaiche conosciute, che pubblica nel 1881.
Nel 1878 l'abate francese Bargés, professore di lingua ebraica, tentò di dimostrare l'esistenza di colonie fenicie nel Mezzogiorno di Francia, avendo ritrovato nel 1845 un'iscrizione in lingua punica di una «Tariffa» risalente al IV secolo a.C., senza tuttavia giungere a una conclusione.